# Zermatt
Zermatt ([tsɛrˈmat], französisch veraltet Praborgne) ist eine Munizipalgemeinde und eine Burgergemeinde im Bezirk Visp sowie eine Pfarrgemeinde des Dekanats Visp im Schweizer Kanton Wallis. Bevölkerungsmässig ist Zermatt nach Visp zweitgrösster Ort im Bezirk Visp und liegt im Mattertal auf einer Höhe von circa 1610 m am Nordostfuss des Matterhorns. Zermatt ist ein Bergsteigerzentrum und dank dem Matterhorn und seinem Wintersport- und Wandergebiet ein bekannter Ferienort der Schweiz.

## Geographie

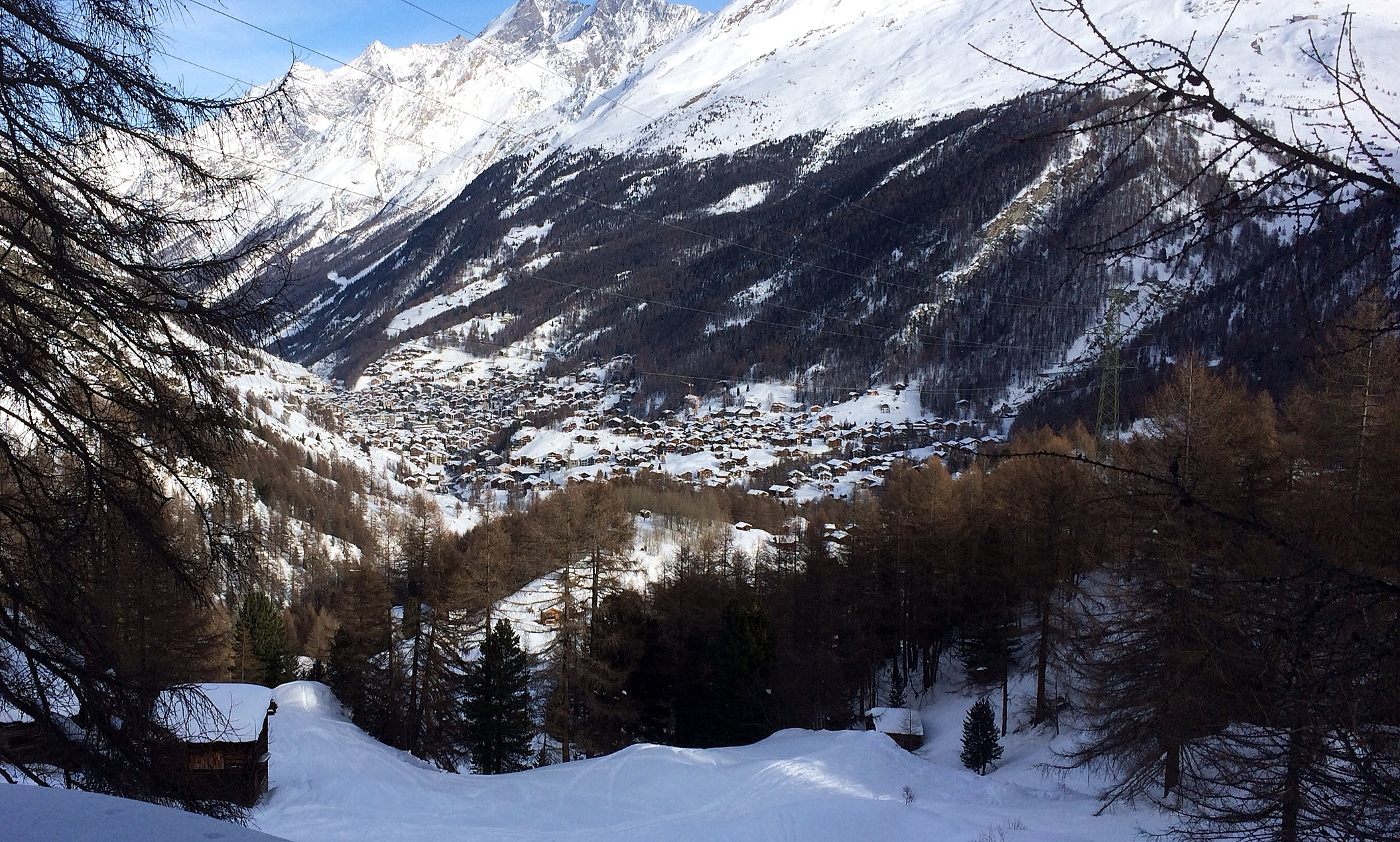
Blick von Furi (im Südwesten) auf Zermatt

### Lage
Mit einer Fläche von 243,4 km2 gehört Zermatt zu den grössten Schweizer Gemeinden. Das Areal umfasst 1,3 km2 Bauzone, 9,4 km2 Wald, 10,0 km2 Landwirtschaftszone (inkl. Alpweiden) und 183,0 km2 Naturschutzzonen. Der höchste Punkt ist mit 4634 m ü. M. die Dufourspitze im Monte-Rosa-Massiv. Der tiefste Punkt auf 1524 m ü. M. liegt im Bachbett des Talflusses Mattervispa an der Grenze zur unterhalb liegenden Nachbargemeinde Täsch nahe der Flur mit dem Namen Schlangengrube. Das weite Hochtal ist im Osten von der Bergkette Rimpfischhorn – Strahlhorn – Jägerhorn – Dufourspitze – Signalkuppe begrenzt, im Süden von der Reihe Lyskamm – Castor und Pollux – Breithorn – Klein Matterhorn und westlich des Theodulpasses von Matterhorn – Dent d’Hérens – Tête Blanche. Im Westen liegen zwischen dem Tal des Zmuttbachs und dem Val d’Anniviers die Höhenzüge von Dent Blanche, Ober Gabelhorn und Zinalrothorn.
Das Zermatter Gemeindegebiet grenzt an Italien. Der Übergang über den Theodulpass nach Valtournenche war wegen der Eisbedeckung nur für Fussgänger und Skifahrer passierbar. Seit 1. Juli 2023 erlaubt das Matterhorn Alpine Crossing auf 3480 m ü. M. die Fahrt per Seilbahnen nach Italien und zurück am selben Tag.

### Gewässer
Der Hauptfluss im Tal ist die Mattervispa, die durch den Ortskern von Zermatt fliesst. Sie entsteht durch die Vereinigung des vom Zmuttgletscher kommenden Zmuttbachs, der vom Gornergletscher kommenden Gornera, des vom Triftgletscher kommenden Triftbachs und des vom Findelgletscher durch die Findelschlucht fliessenden Findelbachs. Bei Stalden bildet die Mattervispa zusammen mit der Saaservispa die Vispa, die bei Visp in den Rotten (Rhône) mündet.
Die Gornera nimmt südlich von Furi den Furggbach auf, der am Furgggletscher unter der Ostwand des Matterhorns und unter dem Oberen Theodulgletscher entspringt. Der Bach Balmbrunnen fliesst vom Hohtälligrat über die Alp Breitboden in den Findelbach. Vom Mettelhorn rauscht der Luegelbach durch die steile Runse neben dem Wisshorn zur Mattervispa hinunter.
Am Zmuttbach liegt der von 1961 bis 1964 gebaute Stausee Zmutt, der als Wasserfassung für die Stauhaltung des Grande-Dixence-Systems dient. Das Wasser wird mit Pumpstationen bei Zmutt und Stafel ins Dixence-Tal geleitet.
Neben zahlreichen namenlosen Toteisseen, die in den letzten Jahren durch das Abschmelzen der Gletscher entstanden sind, sind die folgenden Zermatter Bergseen erwähnenswert:

Grindjesee
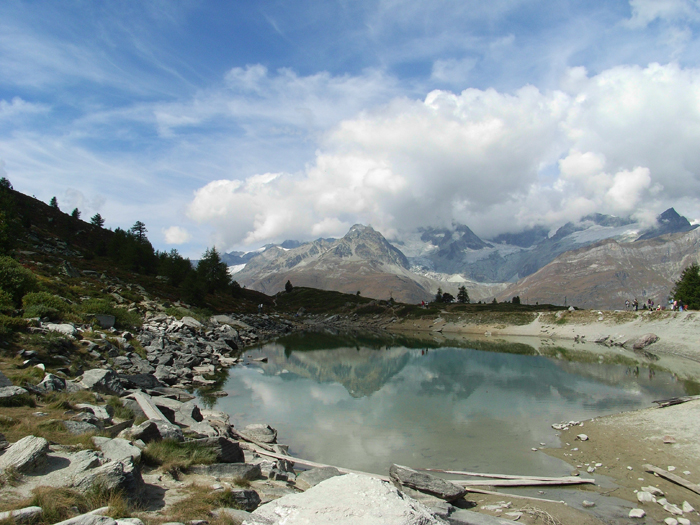
Grüensee
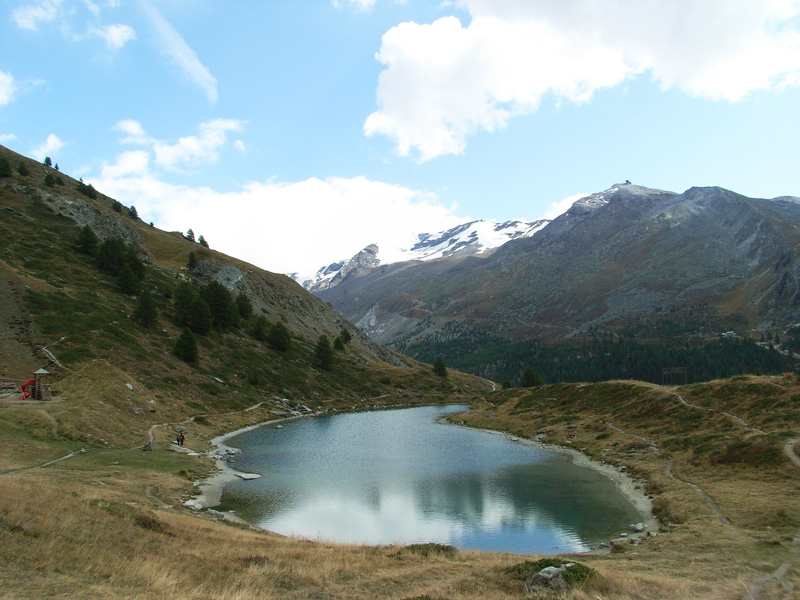
Leisee
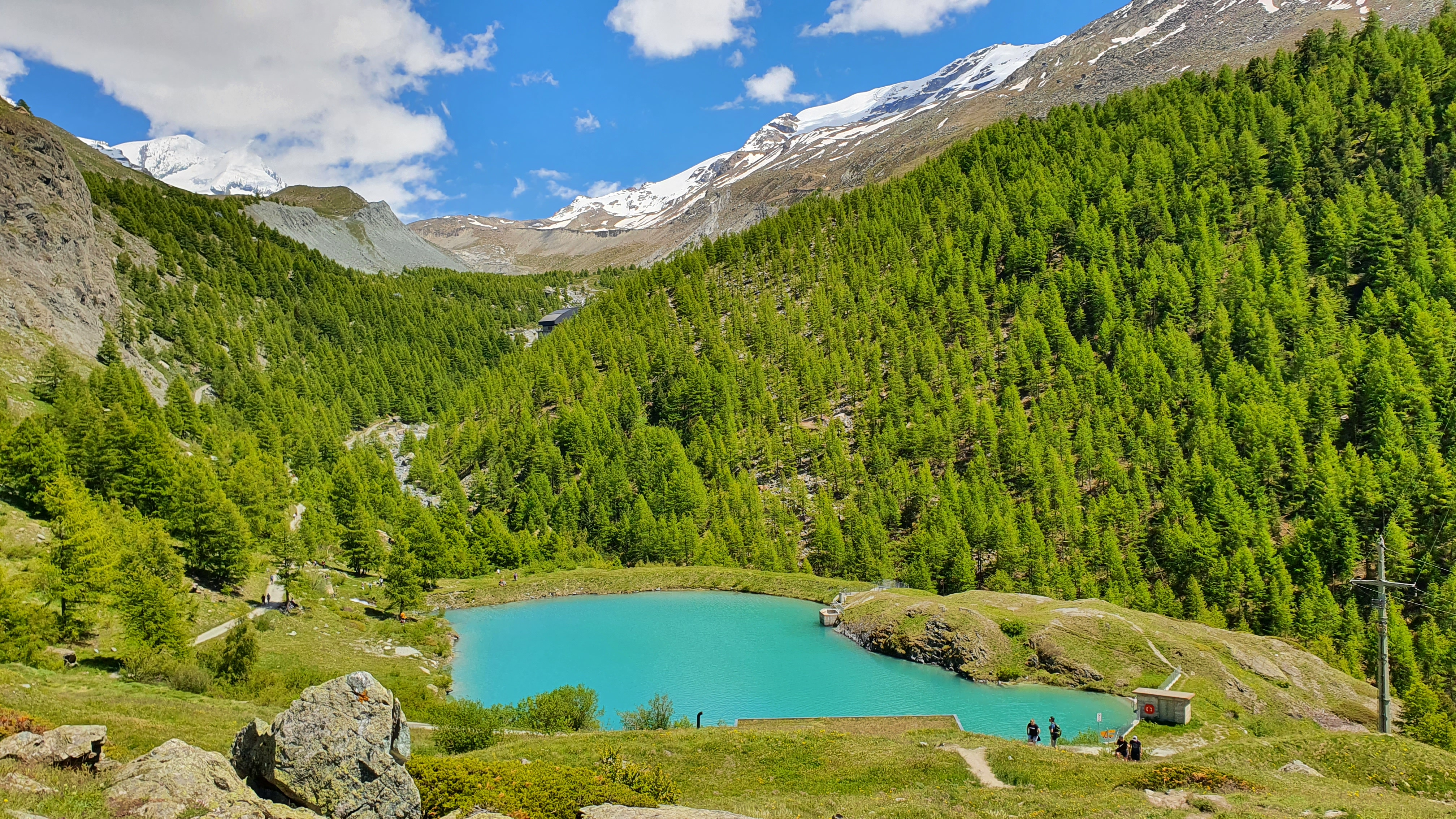
Mossjesee
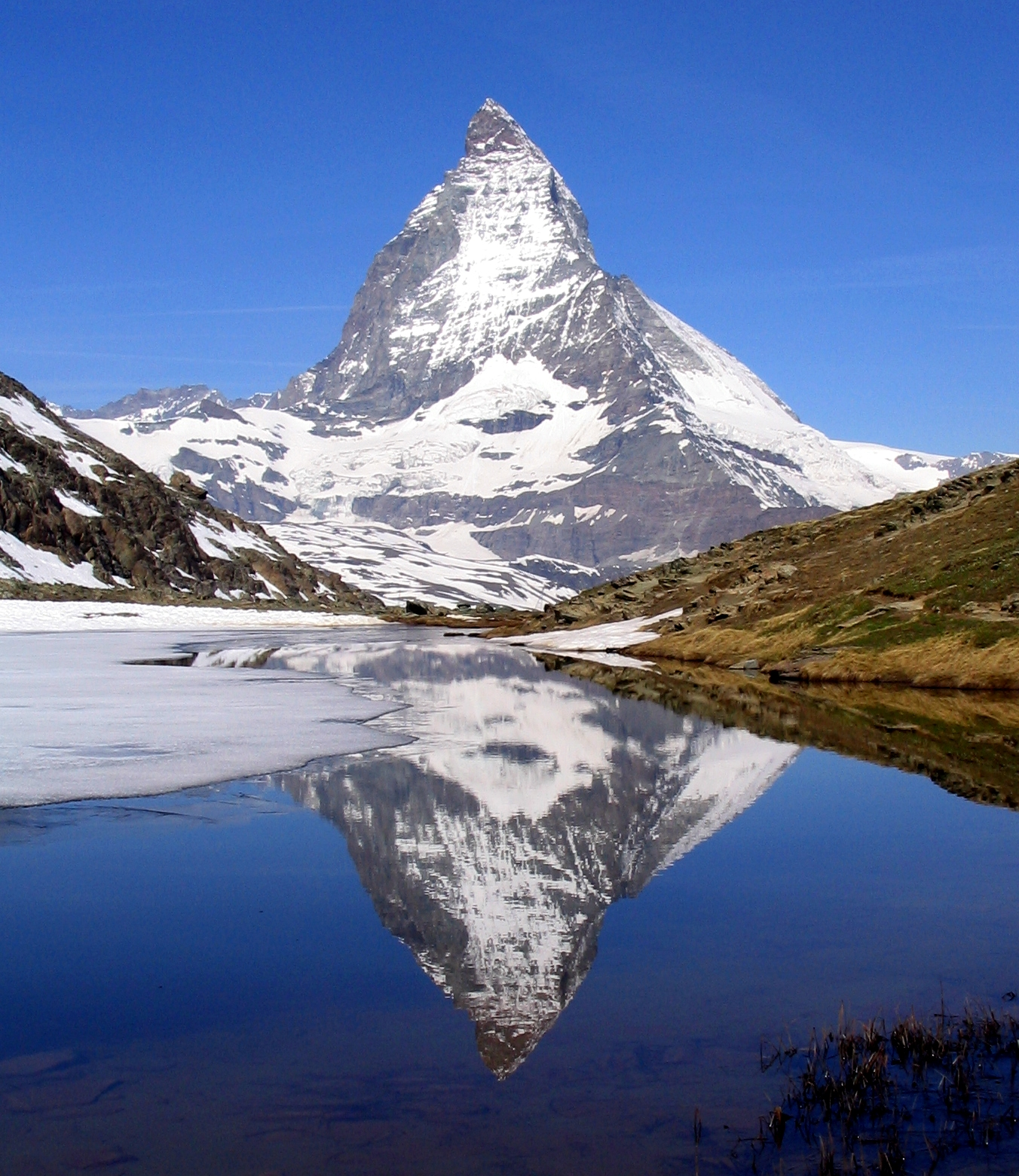
Riffelsee
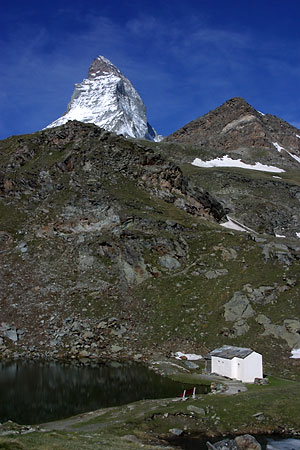
Schwarzsee
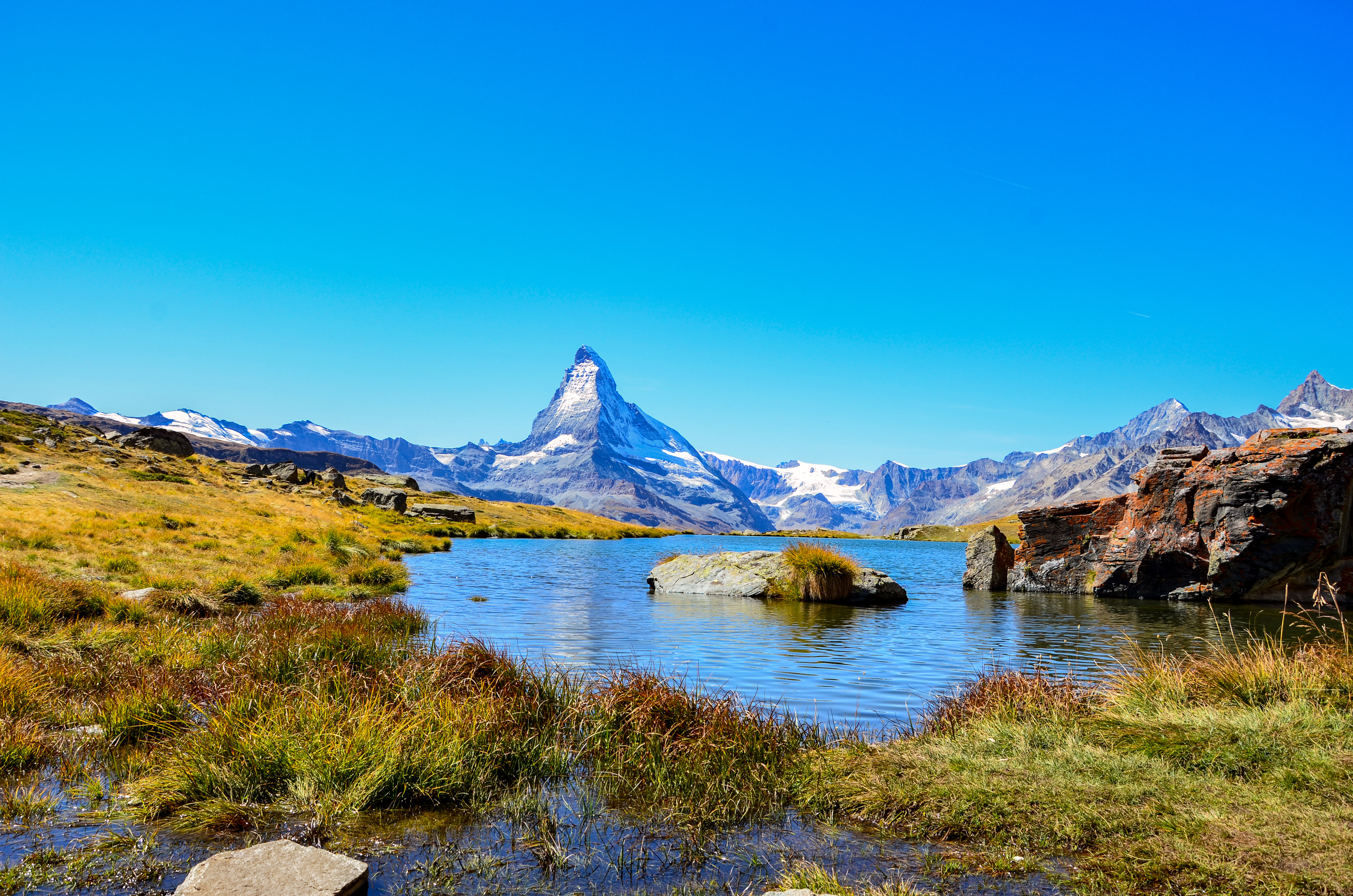
Stellisee

- Grindjesee 2334 m ü. M.
- Grüensee 2300 m ü. M.
- Leisee 2232 m ü. M.
- Mossjesee 2139 m ü. M.[6]
- Riffelsee 2757 m ü. M.
- Schwarzsee 2552 m ü. M.
- Stellisee 2537 m ü. M.

### Berge
22 Schweizer Hauptgipfel über 4000 Meter liegen ganz oder teilweise auf Zermatter Gebiet:
- Dufourspitze (Monte Rosa), 4634 m ü. M., der höchste Berg der Schweiz
- Nordend (Monte Rosa), 4608 m ü. M.
- Zumsteinspitze (Monte Rosa), 4563 m ü. M.
- Signalkuppe (Monte Rosa), 4554 m ü. M.
- Liskamm (manchmal Lyskamm), Ostgipfel, 4527 m ü. M.
- Liskamm (Lyskamm), Westgipfel, 4479 m ü. M.
- Matterhorn, 4478 m ü. M.
- Parrotspitze (Monte Rosa), 4434 m ü. M.
- Dent Blanche, 4357 m ü. M.
- Ludwigshöhe (Monte Rosa), 4341 m ü. M.
- Castor (Zwillinge), 4225 m ü. M.
- Zinalrothorn (Weisshorngruppe), 4221 m ü. M.
- Rimpfischhorn (Mischabel), 4199 m ü. M.
- Strahlhorn (Mischabel), 4190 m ü. M.
- Dent d’Hérens, 4173 m ü. M.
- Breithorn-Westgipfel, 4160 m ü. M.
- Breithorn-Mittelgipfel, 4154 m ü. M.[8]
- Westlicher Breithornzwilling, 4138 m ü. M.
- Gendarm (östlicher Breithornzwilling), 4106 m ü. M.
- Pollux (Zwillinge), 4089 m ü. M.
- Schwarzfluh (Breithorn), 4075 m ü. M.
- Ober Gabelhorn (Weisshorngruppe), 4063 m ü. M.

Weitere markante Berge im Gemeindegebiet sind das Oberrothorn (3414 m ü. M.), das Stockhorn (3532 m ü. M.), das Äbihorn (3473 m ü. M.), das Untere Gabelhorn (3392 m ü. M.), das Theodulhorn (3468 m ü. M.), das Riffelhorn (2928 m ü. M.) und das Mettelhorn (3406 m ü. M.).

Panorama des Alpenhauptkamms südlich von Zermatt. Die Hauptgipfel und -grate, die sichtbar sind, sind (von links nach rechts): Weissgrat, Nordend und Dufourspitze (Monte-Rosa-Massiv), Liskamm, Castor, Pollux, Breithorn, Klein Matterhorn, Matterhorn. Die abgebildeten Gletscher sind (von links nach rechts): Gornergletscher (auch im unteren Bildteil), Monte-Rosa-Gletscher, Grenzgletscher, Schwärzegletscher, Breithorngletscher, Triftjigletscher, Unterer Theodulgletscher, Oberer Theodulgletscher

### Gletscher
In den hoch gelegenen Tälern von Zermatt liegen viele, zum Teil trotz dem andauernden Schwund noch recht grosse Gletscher. Zusammen mit allen Seitengletschern bedeckt das Gletschersystem des Gornergletschers eine Fläche von 68 km2, was nach dem Aletschgletscher die zweitgrösste zusammenhängende Gletscherfläche der Alpen darstellt.
Liste der Zermatter Gletscher:
- Findelgletscher
- Triftjigletscher
- Gornergletscher
- Adlergletscher
- Monte-Rosa-Gletscher
- Grenzgletscher
- Zwillingsgletscher
- Schwärzegletscher
- Breithorngletscher
- Theodulgletscher mit Plateau Rosa
- Furgggletscher
- Tiefmattengletscher
- Zmuttgletscher
- Matterhorngletscher
- Stockjigletscher
- Schönbielgletscher
- Hohwänggletscher
- Arbengletscher
- Gabelhorngletscher
- Triftgletscher
- Rothorngletscher
- Bodengletscher

### Klima
Durch die hohen Berge, welche in den Hauptwetterrichtungen die Niederschläge abschirmen, sowie das allgemein hohe Geländeniveau ist das Klima für die Höhe und die geographische Breite mild und niederschlagsarm. Die Waldgrenze liegt auf hohen 2'200 bis 2300 m und damit im mittel- und südeuropäischen Spitzenbereich. Die durchschnittliche Niederschlagsmenge im Dorf beträgt rund 700 mm pro Jahr. Die umgebenden Berge, insbesondere entlang der italienischen Grenze, sind – relativ zur Höhe – deutlich kälter und niederschlagsreicher. Auf der Signalkuppe des Monte Rosa beträgt der durchschnittliche Jahresniederschlag 4100 mm.
Für die Normalperiode 1991–2020 betrug die Jahresmitteltemperatur 4,7 °C, wobei im Januar mit −3,9 °C die kältesten und im Juli mit 13,7 °C die wärmsten Monatsmitteltemperaturen gemessen werden. Im Mittel sind hier rund 171 Frosttage und 42 Eistage zu erwarten. Sommertage gibt es im Jahresmittel 8 bis 9, während im Schnitt alle 10 Jahre ein Hitzetag zu verzeichnen ist. Die Messstation von MeteoSchweiz liegt auf einer Höhe von 1638 m ü. M.
|                        | Jan  | Feb  | Mär  | Apr  | Mai  | Jun  | Jul  | Aug  | Sep  | Okt  | Nov  | Dez  |   |      |
| Mittl. Temperatur (°C) | −3,9 | −3,4 | 0,2  | 4,0  | 8,1  | 11,8 | 13,7 | 13,3 | 9,4  | 5,4  | 0,3  | −3,0 | ⌀ | 4,7  |
| Mittl. Tagesmax. (°C)  | 0,8  | 1,7  | 5,7  | 9,8  | 13,9 | 17,8 | 20,0 | 19,6 | 15,4 | 11,2 | 5,1  | 1,5  | ⌀ | 10,3 |
| Mittl. Tagesmin. (°C)  | −7,4 | −7,3 | −4,0 | −0,7 | 3,2  | 6,6  | 8,3  | 8,3  | 5,0  | 1,4  | −3,1 | −6,3 | ⌀ | 0,4  |
|                        |      |      |      |      |      |      |      |      |      |      |      |      |   |      |
| Niederschlag (mm)      | 42   | 30   | 33   | 40   | 77   | 70   | 59   | 68   | 51   | 57   | 65   | 47   | Σ | 639  |
|                        |      |      |      |      |      |      |      |      |      |      |      |      |   |      |
| Sonnenstunden (h/d)    | 3,0  | 3,9  | 4,9  | 4,9  | 5,0  | 5,7  | 6,0  | 5,7  | 5,2  | 4,3  | 3,0  | 2,7  | ⌀ | 4,5  |
|                        |      |      |      |      |      |      |      |      |      |      |      |      |   |      |
| Regentage (d)          | 6,3  | 5,3  | 5,5  | 6,3  | 9,5  | 9,7  | 9,0  | 9,8  | 7,3  | 7,0  | 7,1  | 6,9  | Σ | 89,7 |
|                        |      |      |      |      |      |      |      |      |      |      |      |      |   |      |
| Luftfeuchtigkeit (%)   | 63   | 61   | 60   | 59   | 64   | 66   | 65   | 67   | 70   | 69   | 68   | 66   | ⌀ | 64,9 |

| −7,4 |

| −7,3 |

| −4,0 |

| −0,7 |

| 3,2 |

| 6,6 |

| 8,3 |

| 8,3 |

| 5,0 |

| 1,4 |

| −3,1 |

| −6,3 |

| −7,4 |

| −7,3 |

| −4,0 |

| −0,7 |

| 3,2 |

| 6,6 |

| 8,3 |

| 8,3 |

| 5,0 |

| 1,4 |

| −3,1 |

| −6,3 |

### Siedlungen
Auf dem Gebiet von Zermatt liegen die Weiler Findeln, Tuftern, Winkelmatten, Blatten, Zum See und Zmutt, meist mit eigenen Kapellen. Früher wurden sie als Sommersiedlungen benutzt. Heute sind sie beliebte Touristenziele.

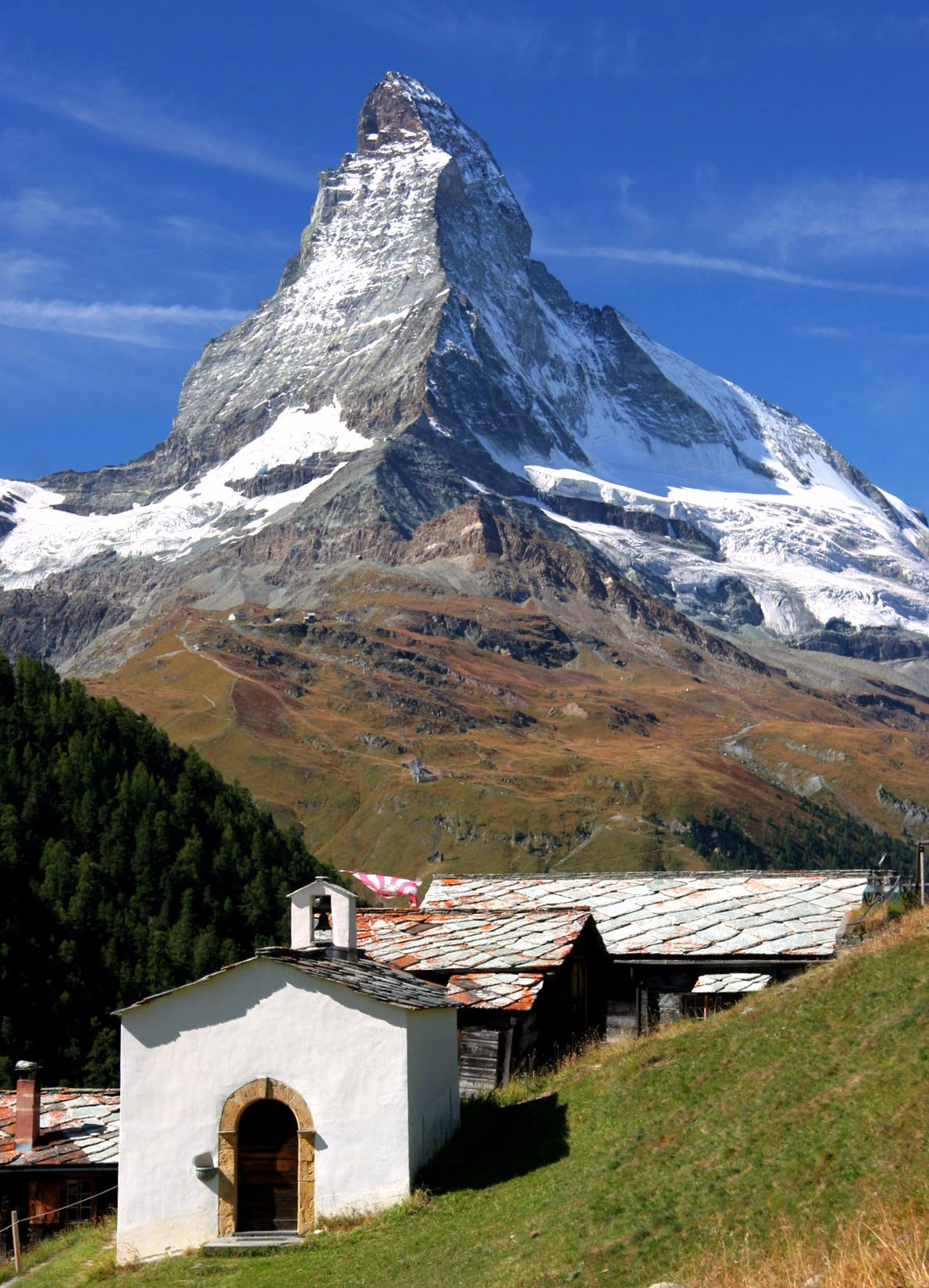
Findeln, oberhalb von Zermatt
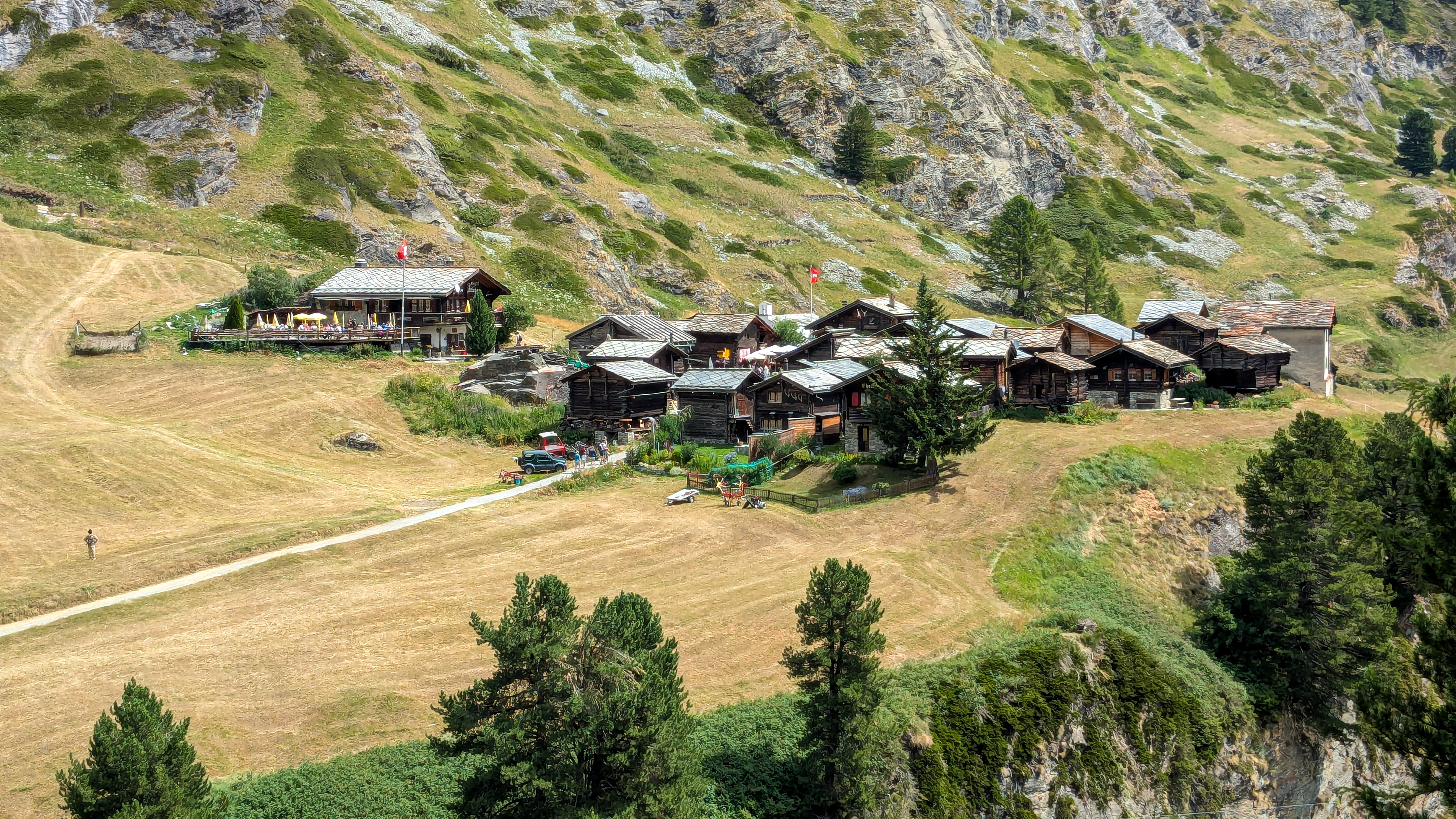
Der Weiler Zmutt
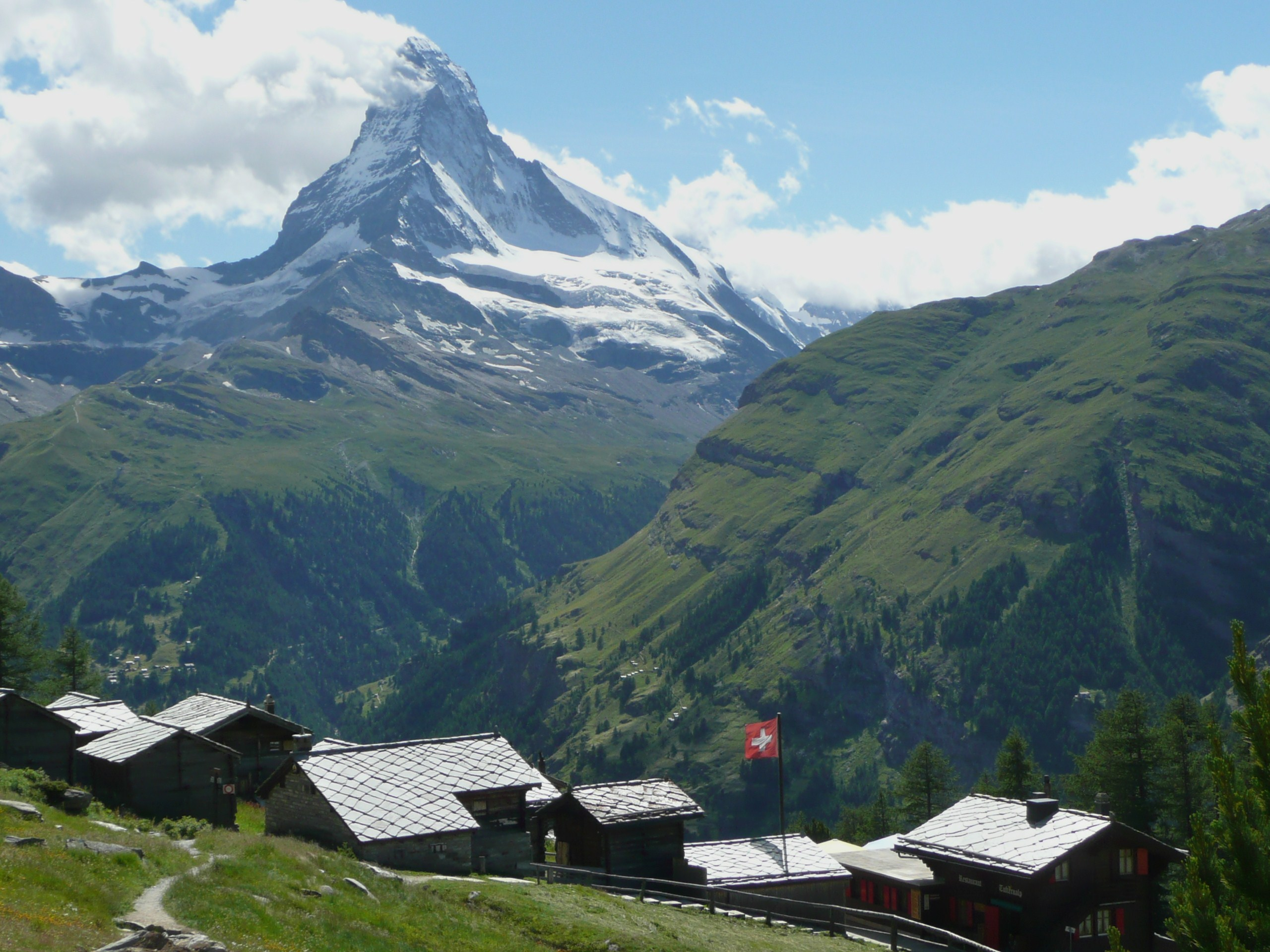
Tuftern bei Sunnegga
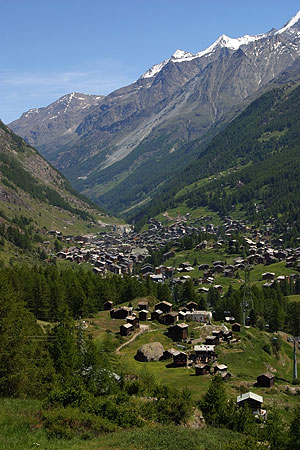
Blick auf Zermatt, im Vordergrund Blatten
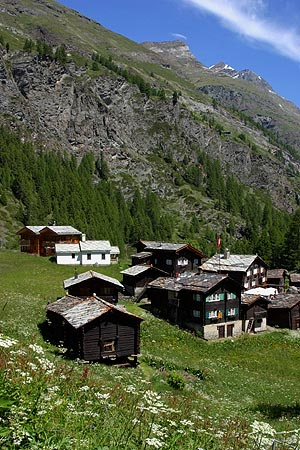
Der Weiler Zum See
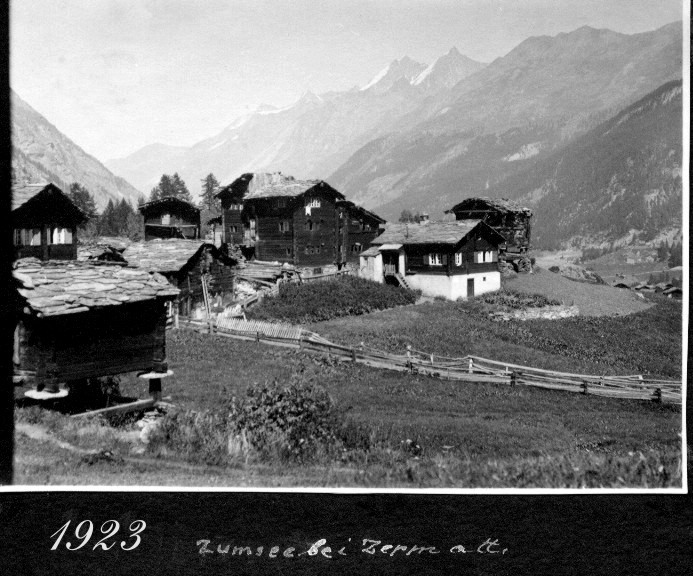
Der Weiler Zum See im Jahr 1923
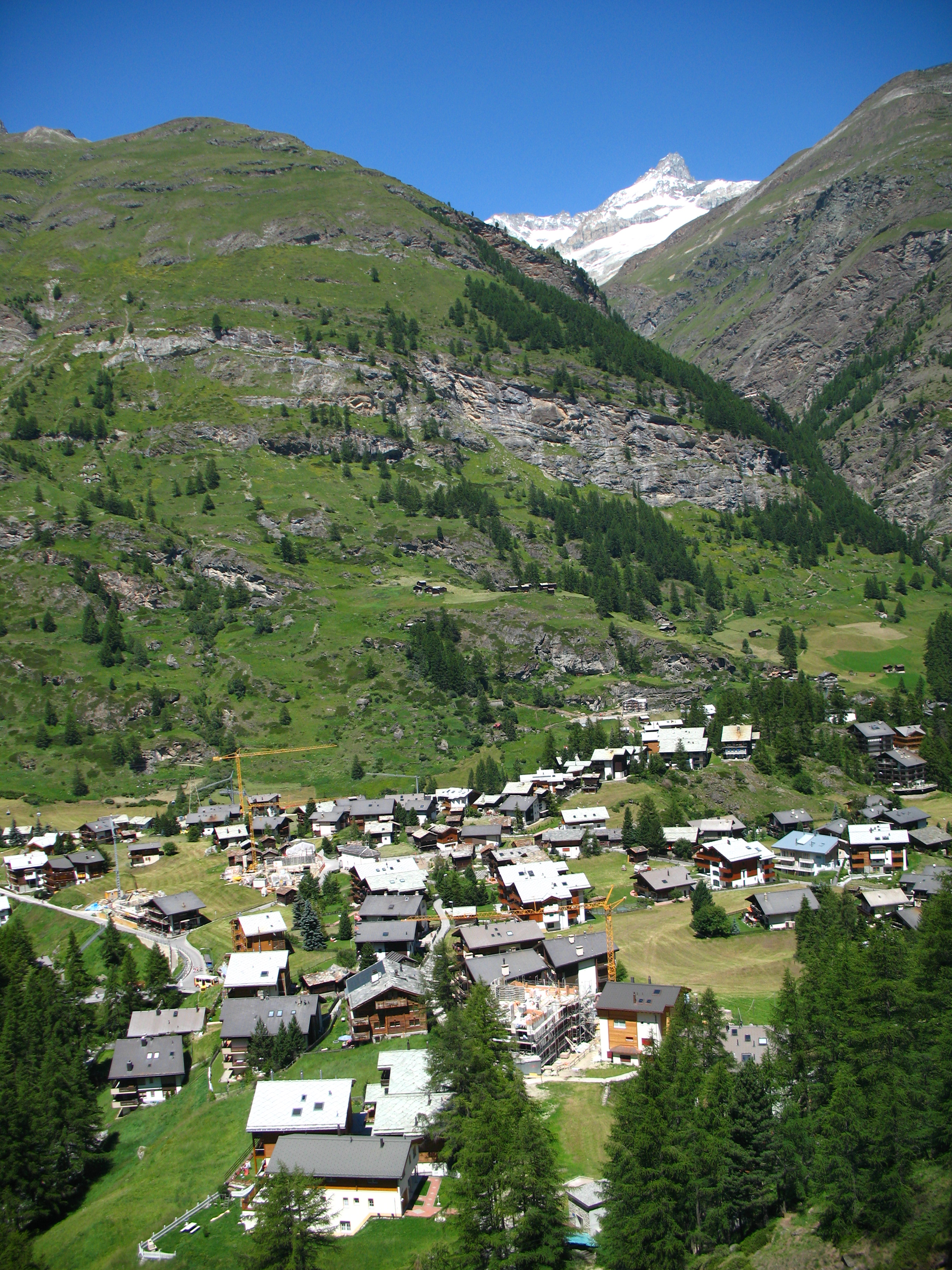
Das mit Zermatt zusammengewachsene Winkelmatten

## Sprache
Zermatt ist noch vor Salurn in Südtirol der südlichste Ort des geschlossenen deutschen Sprachraumes (als deutsche Sprachinsel liegen lediglich die Lystaler Orte Gressoney und Issime weitere 20 km bis 30 km südlich).

## Geschichte

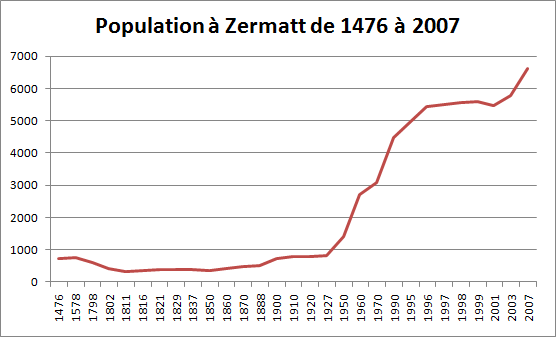
Bevölkerungsentwicklung zwischen 1476 und 2007

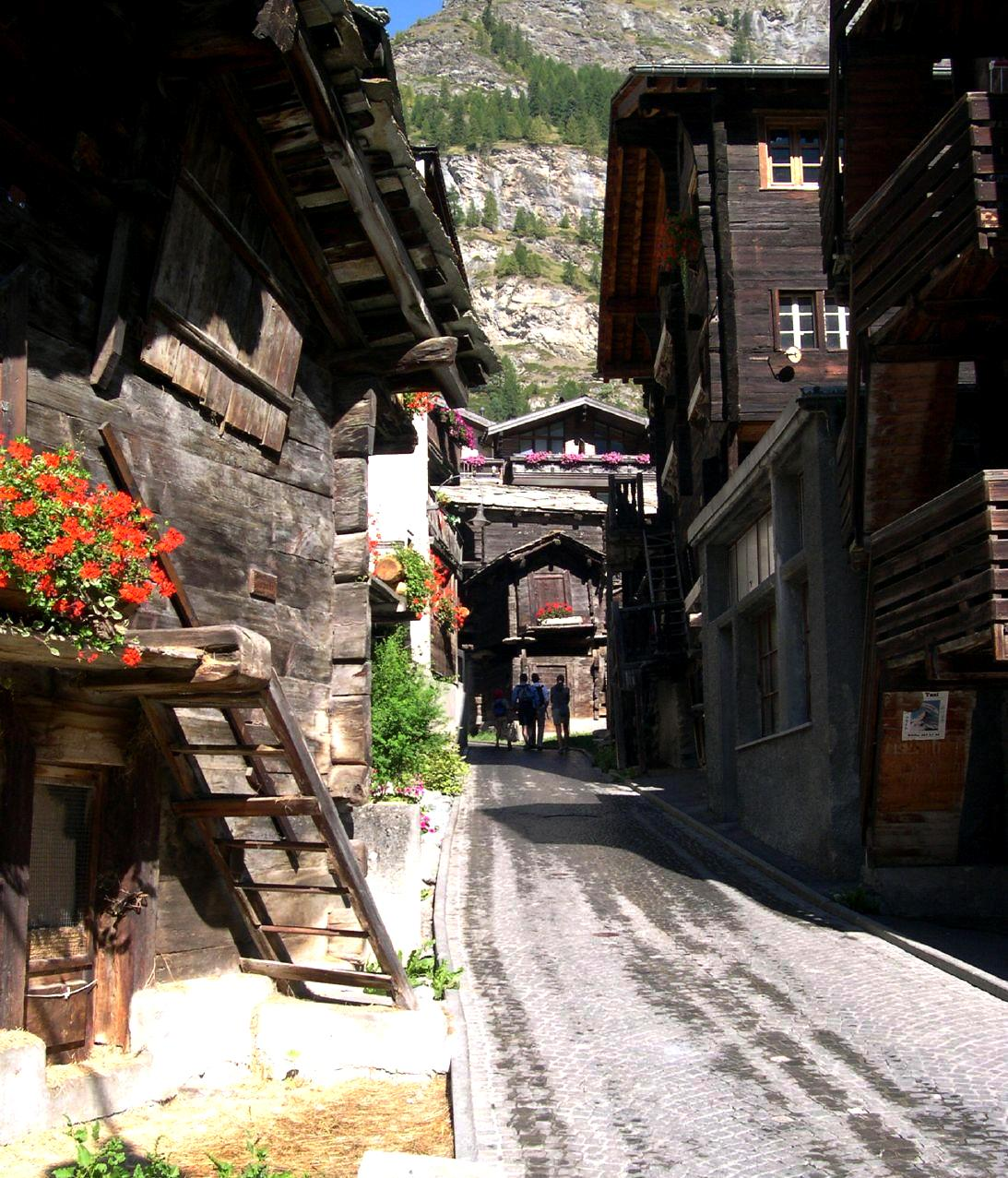
Altes Zermatt

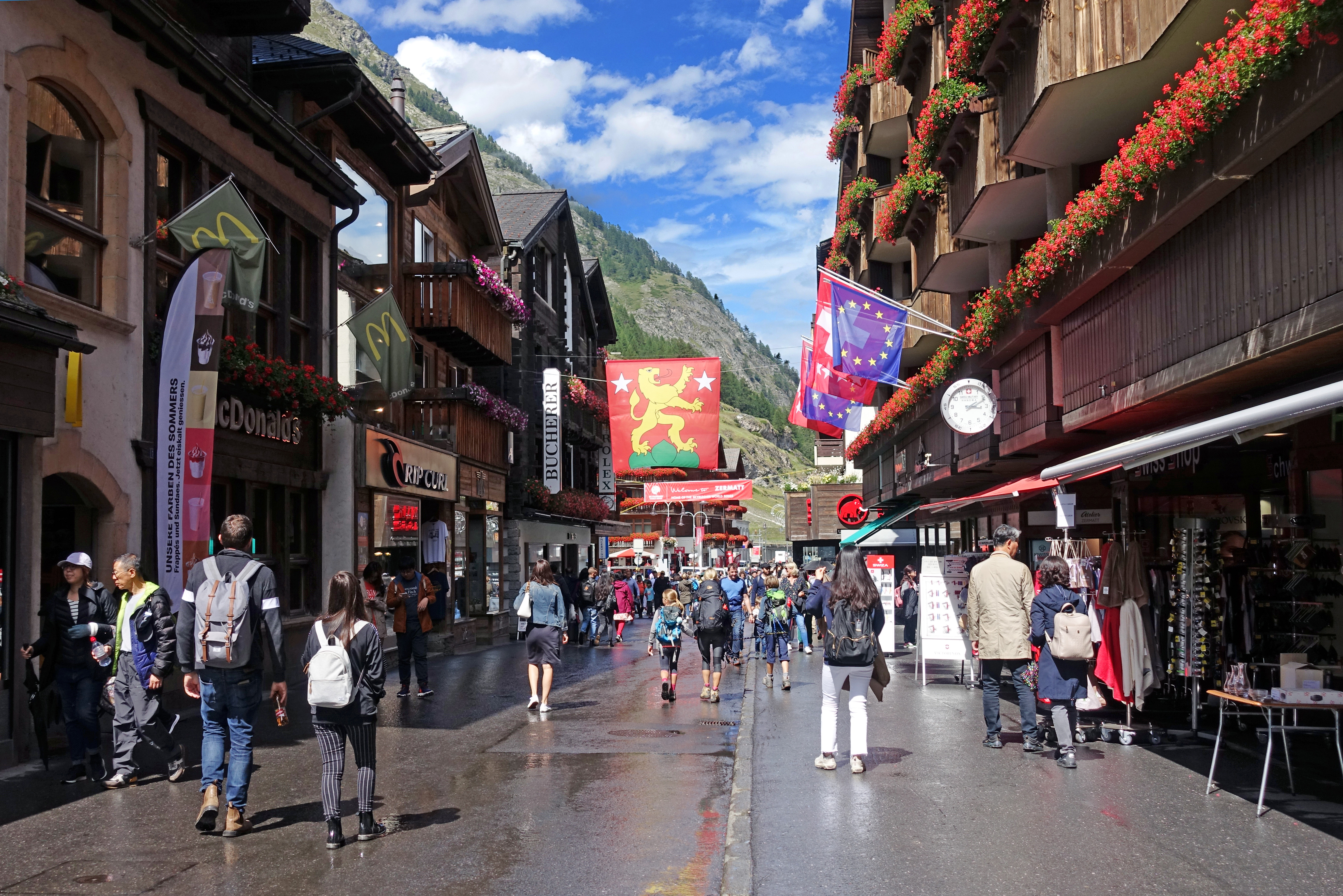
Die Bahnhofstrasse von Zermatt

Luftbild (1964)

Neuere archäologische Grabungen in einem Felsabri auf der Alp Hermetje förderten menschliche Spuren aus der Mittel- und Jungsteinzeit (ab 9000 v. Chr. und 5500–2200 v. Chr.) zutage. In den Hubelwäng am Fuss des Unteren Gabelhorns belegen fünf prähistorische Schalensteine am alten Handelsweg die frühe Anwesenheit von Menschen, während römische Münzfunde auf dem Theodulpass und spätmittelalterliche Münz- und Waffenfunde am Gletscherrand beim Trockenen Steg die Benützung dieses Alpenübergangs in Antike und Spätmittelalter bezeugen. In den 1880er Jahren wurde bei Fundamentarbeiten für das Hotel Monte Rosa eine latènezeitliche Topfwerkstätte entdeckt, in der Gefässe aus Chloritschiefer gehöhlt wurden. In den 1990er Jahren wurde im Furi eine ähnliche Werkstatt aus der jüngeren Eisenzeit (380–120 v. Chr.) freigelegt.
1280 wird Zermatt erstmals als Pratobornum erwähnt, was «Lochmatte, Loch/Vertiefung in einer Weide» bedeutet. Der Ort hiess noch in jüngerer Zeit in den benachbarten frankoprovenzalischen Dialekten Praborna. Der deutsche Name findet sich erstmals 1435 als ze Made und 1495 als zer Matt, «zur Matte, bei der Weide/Wiese», bezeugt.
Zermatt ist eine Tochterpfarrei von St. Niklaus. Die Pfarrgemeinde von Zermatt wird in einer Urkunde vom 25. April 1285 erwähnt. Eine Dorfkapelle wurde ca. 1290 errichtet. Zwischen dem 15. und 17. Jahrhundert kauften sich die Zermatter von verschiedenen Feudalherren frei.
Wichtige Handelswege führten im Mittelalter via Zermatt über den Theodulpass nach Italien. Münzfunde belegen, dass dieser Weg schon zu Zeiten der Römer im 1. bis 4. Jahrhundert n. Chr. benutzt wurde. Die Münzen kann man heute im Matterhorn-Museum Zermatlantis besichtigen. Als sich die Gletscher während der Wärmephase um 1000 bis 1300 weit zurückgezogen hatten, war der Theodulpass auch auf der Nordseite eisfrei. Aus dem 13. Jahrhundert stammen die teilweise gepflasterten Saumwege, deren Überreste heute noch zu sehen sind.
Erste Naturforscher kamen um 1780 nach Zermatt. Ein bescheidener Fremdenbesuch setzte nach 1820 ein, ab 1838 gab es eine Gastherberge. Zwischen 1850 und 1860 wurde eine mit Kutschen befahrbare Strasse zwischen Zermatt und St. Niklaus erstellt. 1852 wurde das erste kleine Hotel eröffnet. Der Gommer Bauernsohn Alexander Seiler I. eröffnete 1855 das Hotel Monte Rosa und begründete sein Hotelimperium. Ein Hotel auf dem Riffelberg wurde 1854 gebaut. Ein weiterer Tourismuspionier war Joseph Anton Clemenz, der 1852 das Mont Cervin eröffnete und es 15 Jahre später an Seiler verkaufte.
1865 gelang dem Engländer Edward Whymper die Erstbesteigung des Matterhorns. Dies war der Startschuss für den Aufstieg zum weltberühmten Touristenort. 1891 wurde die Bahnstrecke von Visp nach Zermatt der Visp-Zermatt-Bahn für den Sommerbetrieb eröffnet. 1898 folgte die Bahn auf den Gornergrat.
Im Januar 1902 organisierte Hermann Seiler als Präsident der Sektion Monte Rosa des Schweizer Alpen-Clubs in und bei Zermatt den ersten Skikurs in der Schweiz. Von Zermatt aus gelang im September 1903 Luftschiffer Eduard Spelterini und Hermann Seiler zusammen mit einer dritten Person die erste Überfliegung der Hochalpen im Ballon.
Am 31. Dezember 1927 liess Hermann Seiler 180 eingeladene englische Sommerstammgäste in St. Niklaus mit 50 Schlitten abholen und nach Zermatt fahren. Mit dem Abschluss der Schutzbauten Ende Oktober 1933 konnte die heutige Matterhorn-Gotthard-Bahn den ganzjährigen fahrplanmässigen Betrieb bis nach Zermatt aufnehmen, wie er bereits seit 1928 bis St. Niklaus bestand, Voraussetzung für reguläre Wintersaisons in Zermatt. 1944 besuchten erstmals mehr Gäste im Winter als im Sommer Zermatt.
Im März 1963 grassierte in Zermatt eine Typhusepidemie mit über 400 Erkrankten und drei Toten. 
Der Verdacht, dass ein Gastarbeiter aus Italien, der sich für die Arbeit am Damm in Zmutten in der Schweiz aufhielt, die Krankheit importiert hatte, erwies sich als unzutreffend. Die Analyse der Proben ergab eine Diskrepanz zwischen den geprüften Bakterien.
Zu einem späteren Zeitpunkt wurde der zugrundeliegende Grund klar: Bergleute, die einen 100 km langen Wasserversorgungsstollen für die Staumauer Grande-Dixence bohrten und über einer Trinkwasserquelle arbeiteten, waren für die Kontamination des Fließgewässers der Oberwalliser Station verantwortlich.
Die 1968 gegründete Air Zermatt errichtete am Dorfeingang einen Heliport.
Durch den Tourismus ist Zermatt im Lauf der Zeit stark gewachsen. Das typische Bild eines Walliser Bergdorfs ist nur noch im Ortskern und bei den ausserhalb gelegenen Weilern zu finden, während im Tal ausgedehnte Feriensiedlungen entstanden sind.
Zermatt ist eine autofreie Gemeinde; die Strasse darf ab Täsch nur mit entsprechender Bewilligung befahren werden. In Zermatt werden Transportaufgaben von speziell bewilligten kommerziellen Elektrofahrzeugen oder Pferdetaxen übernommen. 107 Hotels sowie 1.213 Ferienwohnungen bieten den Gästen den notwendigen Platz.
75 % der Einwohner gehören der Römisch-katholischen Kirche an, 9 % der Evangelisch-reformierten Kirche und 16 % gehören einer anderen Konfession an oder sind konfessionslos (Stand 2023).

## Wappen
Das Wappen der Gemeinde stellt auf rotem Hintergrund einen gelben Löwen dar, der auf zwei von drei grünen Hügeln steht. Zwei fünfzackige Sterne flankieren das Wappentier. Seit je fand die sinnbildliche Kraft des Löwen in den verschiedensten Wappen ihren Niederschlag. Es wird vermutet, dass der Zermatter Löwe als Zeichen der Bezirkszugehörigkeit aus dem Wappen der Vespia Nobilis (Bezirkshauptstadt Visp) «geliehen» worden ist.

## Bevölkerung
| Jahr      | 1802 | 1850 | 1900 | 1950 | 2000 | 2010 | 2012 | 2014 | 2016 | 2021 |
| --------- | ---- | ---- | ---- | ---- | ---- | ---- | ---- | ---- | ---- | ---- |
| Einwohner | 436  | 369  | 741  | 1395 | 5988 | 5720 | 5786 | 5770 | 5714 | 5769 |

## Tourismus

### Wintersportgebiete

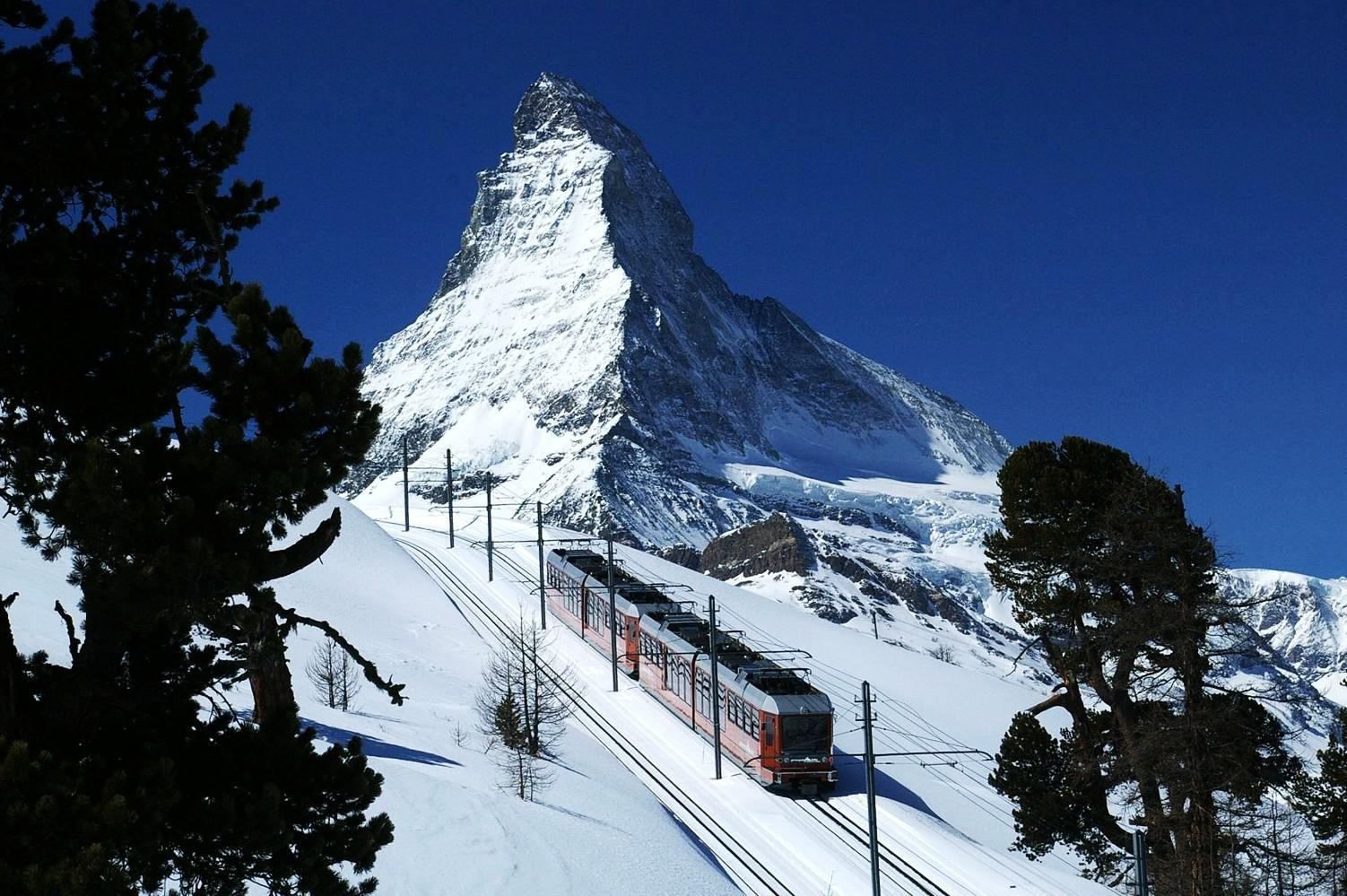
Gornergratbahn mit Matterhorn

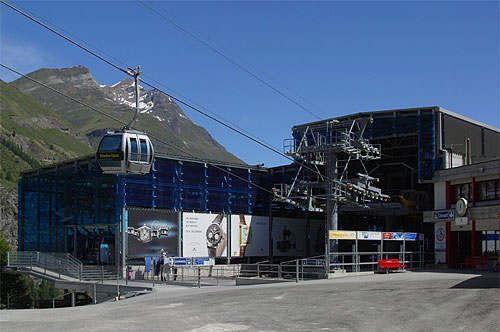
Mittelstation Furi des Matterhorn-Express

Das Wintersportgebiet um Zermatt gliedert sich in die drei Bereiche Matterhorn glacier paradise/Schwarzsee paradise, «Gornergrat» und Sunegga paradise/Rothorn paradise. Seit dem Bau der neuen Verbindungsbahn Furi–Riffelberg im Sommer 2006 sind die drei Skigebiete (Matterhorn ski paradise) miteinander verbunden. Mit dem angegliederten Gebiet von Breuil-Cervinia (Italien) stehen dem Wintersportler 63 Bergbahnen und 257 Pistenkilometer zur Verfügung. Die längste Abfahrt vom Kleinen Matterhorn nach Zermatt ist ca. 15 km lang und hat eine Höhendifferenz von 2'279 m.
Die Fahrt mit der Seilbahn von der Mittelstation auf dem Trockenen Steg zum Matterhorn glacier paradise (Klein Matterhorn) führt auf eine Höhe von 3820 m ü. M. Die am höchsten gelegene Bergstation wurde Ende der 1970er Jahre erbaut, nachdem die Bergbahngesellschaft die Konzession Ende der 1960er Jahre erhalten hatte. Ein Aufzug führt von der Bergstation zum Gipfel des Kleinen Matterhorns. Kurze Zeit später wäre das Projekt wohl kaum mehr realisierbar gewesen, was die Gemeinde Saas-Fee mit ihrem Projekt zum Feechopf (3888 m ü. M.) erfahren musste.
Über einen Personenlift gelangt man auf den Gipfel des Klein Matterhorns (höchster Aussichtspunkt Europas) auf 3883 m ü. M. Das Panorama reicht von den Schweizer Alpen über die französischen Alpen bis in die italienische Po-Ebene. Das Gebiet Matterhorn glacier paradise ist Kern des Sommerskigebiets von Zermatt.
Das Gebiet des Gornergrats wird durch die Gornergratbahn, eine der ältesten elektrischen Gebirgs-Zahnradstrecken der Schweiz, erschlossen. Ungefähr auf halber Strecke befindet sich bei der Station Riffelalp der Ausgangspunkt des Riffelalptrams, der (nur im Sommer betriebenen) höchstgelegenen Strassenbahn Europas von der Bahnstation zum Fünf-Sterne-Hotel Riffelalp Resort 2222 m. Am Endpunkt der Bahn auf dem Gornergrat befinden sich ein Hotel, eine Sternwarte sowie ein Aussichtspunkt mit Panoramablick auf den Gornergletscher und das Monte-Rosa-Massiv.

### Sommerskigebiet

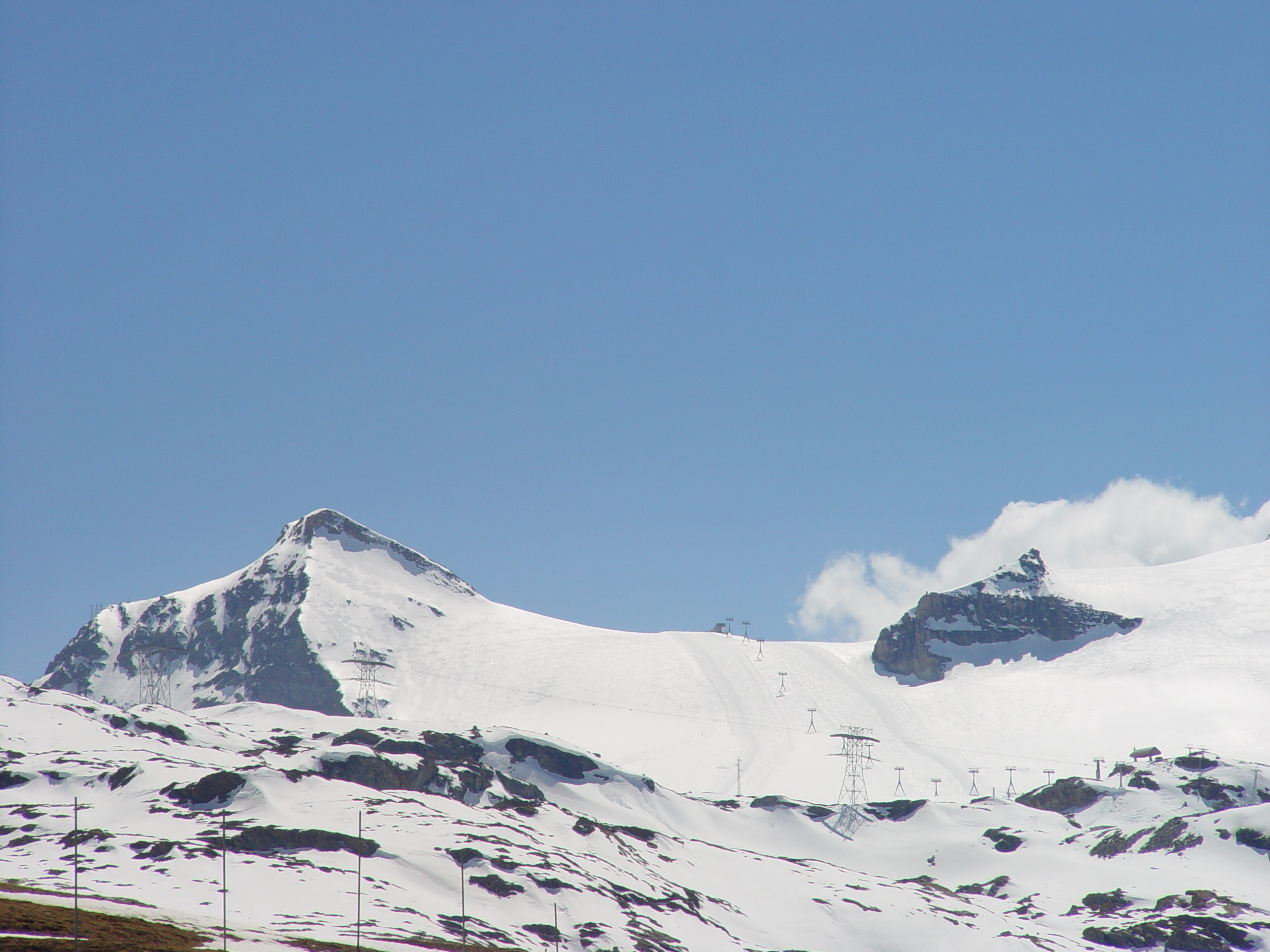
Sommerskigebiet auf dem Furggsattel

Das Sommerskigebiet von Zermatt ist das grösste und höchstgelegene in Europa. Je nach Schneeverhältnissen stehen bis zu 20 km Pisten zur Verfügung. Die längste Abfahrt hat eine Länge von 7 km. Das Sommerskigebiet erstreckt sich vom Trockenen Steg über den Theodulgletscher zur Testa Grigia oberhalb des Theodulpasses, weiter über das Plateau Rosa bis zum Klein Matterhorn. Die Gobba di Rollin, welche einige hundert Meter südlich des Kleinen Matterhorns, dicht an der Grenze zu Italien, liegt, ist mit einer Höhe von 3899 m ü. M. der höchste Punkt eines europäischen Skigebiets. Sie ist nur im Sommer mit Skiliften erreichbar. Im Frühling und Herbst ist ausserdem die Gletscherbahn zum Furggsattel geöffnet. Das Sommerskigebiet wird von vielen Skinationalmannschaften für das Sommertraining genutzt. Seit einigen Jahren wird zusammen mit Saas-Fee ein Kombiticket für Sommer-Skiurlauber angeboten. Die Fahrzeit von Täsch nach Saas-Fee beträgt circa 40 Minuten. Zermatt ist neben dem Hintertuxer Gletscher das einzige Skigebiet der Alpen, in dem 365 Tage im Jahr Skibetrieb herrscht.

### Langlauf
Zermatt selbst hat keine Langlaufloipen. Die 15 km lange, wettkampferprobte Spur liegt unterhalb von Zermatt zwischen Täsch und Randa.
In den Jahren 1981 bis 1989 wurde achtmal der Zermatter Nachtlanglauf, ein 10-km-Skilanglaufrennen, in den Strassen von Zermatt durchgeführt.

### Bergsteigen
Die touristische Entdeckung des Mattertals begann 1792 mit den Erstbesteigungen des Klein Matterhorns und des Theodulhorns durch den Genfer Gelehrten Horace-Bénédict de Saussure. Nicht weniger als 58 Erstbesteigungen und 47 Ersttraversierungen folgten in den Jahren 1855 bis 1894. 1855 erfolgte zum Beispiel die Erstbesteigung der Dufourspitze des Monte Rosa. 1858 folgte die Gründung einer Bergführergesellschaft in Zermatt, die 1860 wieder aufgelöst wurde. Im Jahre 1873 kam es dann zur Gründung der Führergesellschaft Zermatt St. Niklaus. 1865 erfolgte die Erstbesteigung des Matterhorns. 1931 wurde die Matterhorn-Nordwand erstmals erfolgreich durchstiegen.
Die Haute Route ist eine internationale, hochalpine, mehrtägige Wander- und Skidurchquerung über 180 Kilometer vom Mont-Blanc-Massiv bei Chamonix, (Frankreich), durch die Walliser Alpen bis nach Zermatt. Sie führt über verschiedene Gletscher und hohe Bergübergänge und etappenweise zu Berghütten wie der Bertolhütte und der Schönbielhütte.

### Wandern
Zermatt bietet ein Wanderwegnetz von mehr als 400 km in allen Talgebieten an. Von Saas-Fee über Grächen (Höhenweg Balfrin) und über Gasenried nach Zermatt (Europaweg) führt die regionale Wanderroute 27 «Swiss Tour Monte Rosa» von Wanderland Schweiz. Die ganze Wanderung dauert drei Tage, kann jedoch auch in einzelnen Etappen bewältigt werden. Die Tour ist nur für geübte und ausdauernde Wanderer zu empfehlen.

### Berglauf
Zwischen 1982 und 2012 fand vom Bahnhof Zermatt (1605 m ü. M.) zum Zielpunkt Schwarzsee (2580 m ü. M.) der «Matterhornlauf» mit einer Streckenlänge von 14,34 km statt. Seit 2002 finden im Juli der «Zermatt-Marathon» (der von St. Niklaus über Zermatt auf den Riffelberg führt) und seit 2013 jeweils im August das «Matterhorn Ultraks» statt.

### Skiberglauf
Seit 1943 führt die Patrouille des Glaciers (PDG) von Zermatt nach Verbier. Eine 2010 gestartete Patrouille mit dem Zermatter Skibergsteiger Martin Anthamatten hält den Streckenrekord.

### Skiweltcup
Ab der Saison 2022/23 sollten im Rahmen des Alpinen Skiweltcups Abfahrtsläufe auf der Gran-Becca-Rennstrecke stattfinden. Der Start des Matterhorn Cervino Speed Opening sollte leicht unterhalb der Gobba di Rollin in der Schweiz liegen, das Ziel bei der Mittelstation Laghi Cime Bianche oberhalb von Cervinia in Italien. Die Premiere steht noch aus, da bisher sämtliche Rennen aufgrund von zu wenig oder zu viel Schnee und/oder Sturmböen abgesagt wurden. Für die Saison 2024/25 wurden die Rennen bereits im Frühjahr 2024 sistiert.

## Verkehr

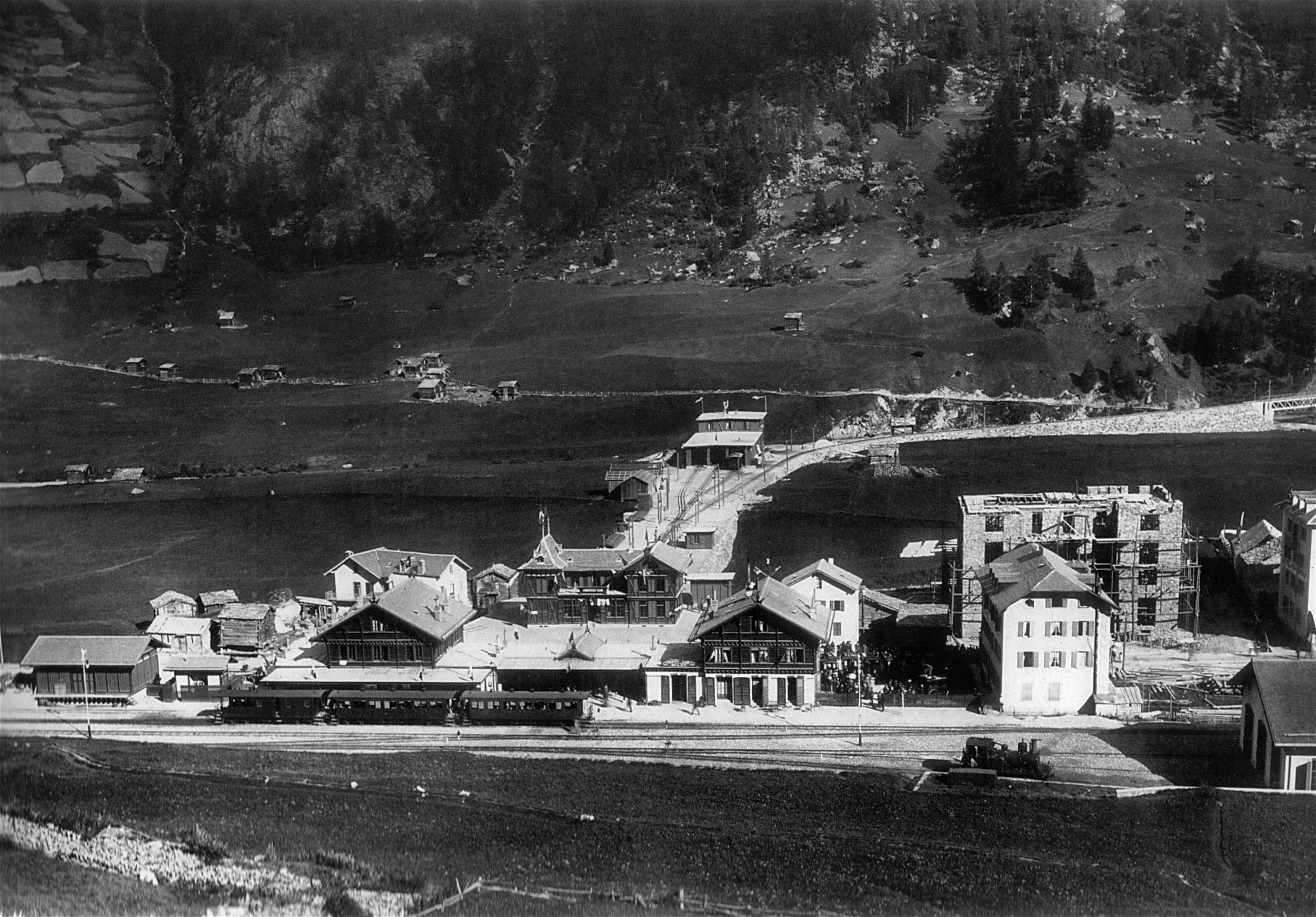
Der alte Bahnhof von Zermatt mit Gornergratbahn um 1900

### Matterhorn-Gotthard-Bahn (MGB)
Wichtigster Zubringer in das von Autos mit Verbrennungsmotor befreite Zermatt ist die Matterhorn-Gotthard-Bahn (MGB). Sie entstand 2003 durch die Fusion der Furka-Oberalp-Bahn und der Brig-Visp-Zermatt-Bahn. Die 35 km lange Bahnstrecke von Visp nach Zermatt wurde 1891 eröffnet. Das Teilstück Brig–Visp wurde 1930 gebaut. Auf ihrer Linie nach Visp, Brig-Glis, Andermatt und Disentis verkehrt auch der «Glacier Express». Seit der Eröffnung 2007 des Lötschberg-Basistunnels der NEAT ist der Bahnhof Zermatt von Zürich aus mit Umsteigen auf die Schmalspurbahn im Bahnhof Visp in drei Stunden erreichbar.

### Gornergratbahn

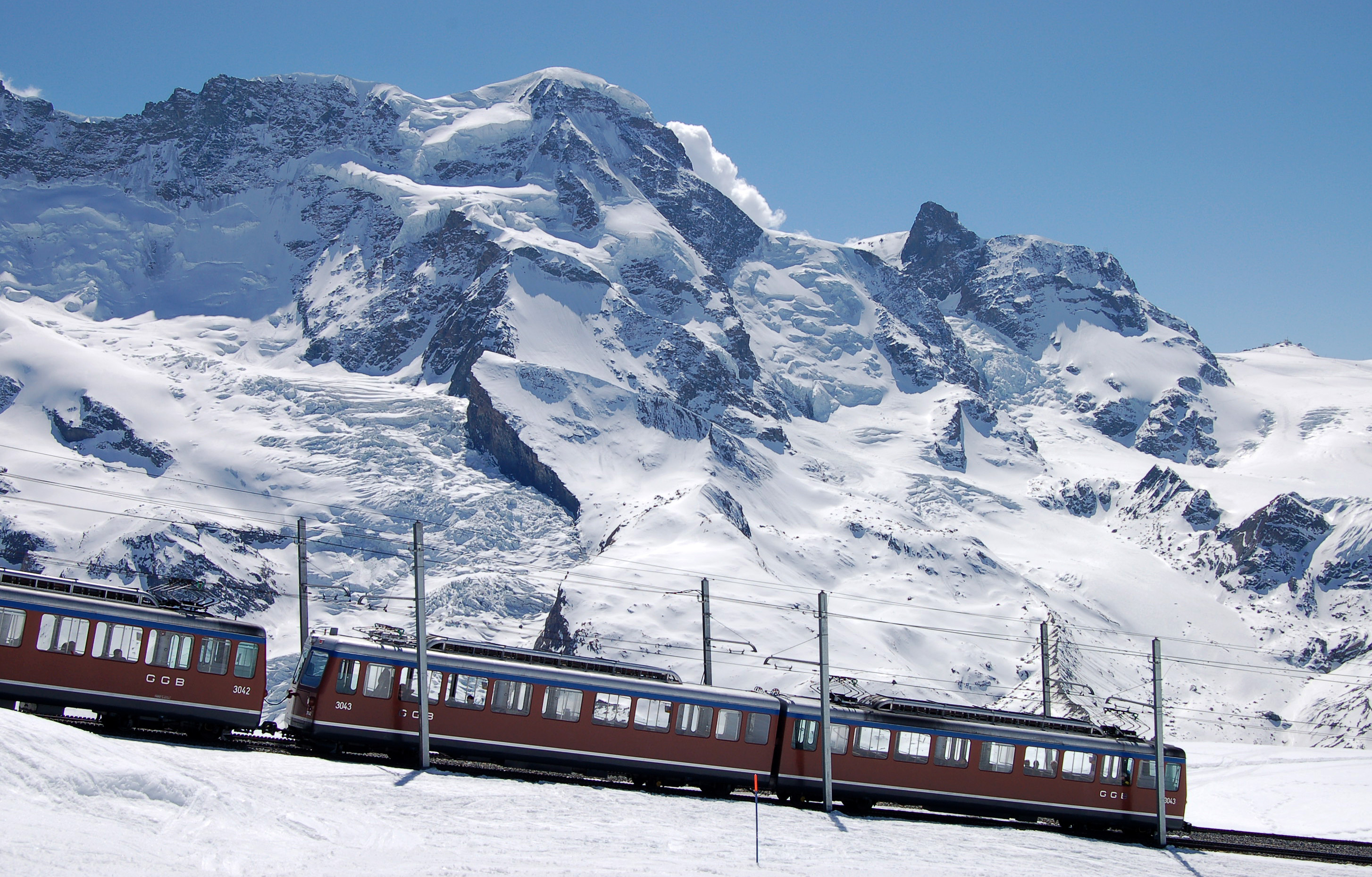
Die Gornergratbahn vor dem Kleinen Matterhorn

Direkt neben dem Bahnhof der MGB beginnt die Zahnradstrecke der Gornergratbahn (GGB), die auf den Gornergrat führt. 1896 wurde mit ihrem Bau begonnen. Da die Endstation Gornergrat auf einer Höhenlage von 3089 m ü. M. liegt, war die Bauzeit zwischen Schneeschmelze und dem Wintereinbruch äusserst kurz. Über 1000 Arbeiter kamen zum Einsatz – die meisten von ihnen waren, wie bei allen damaligen grossen Eisenbahnbauten der Schweiz, Italiener. Insgesamt waren während der zweijährigen Bauzeit rund 2400 Arbeiter beschäftigt.

### Bahnstationen
Sunnegga, Blauherd, Grünsee, Rothorn, Findeln, Gant, Gornergrat, Riffelalp/Riffelberg/Rotenboden, Hohtälli, Stockhorn, Rote Nase, Furi, Trockener Steg, Klein Matterhorn, Gobba di Rollin, Plateau Rosa, Theodulpass/Testa Grigia, Gandegg, Schwarzsee, Furggsattel.

### Chronik der Bergbahnen von Zermatt

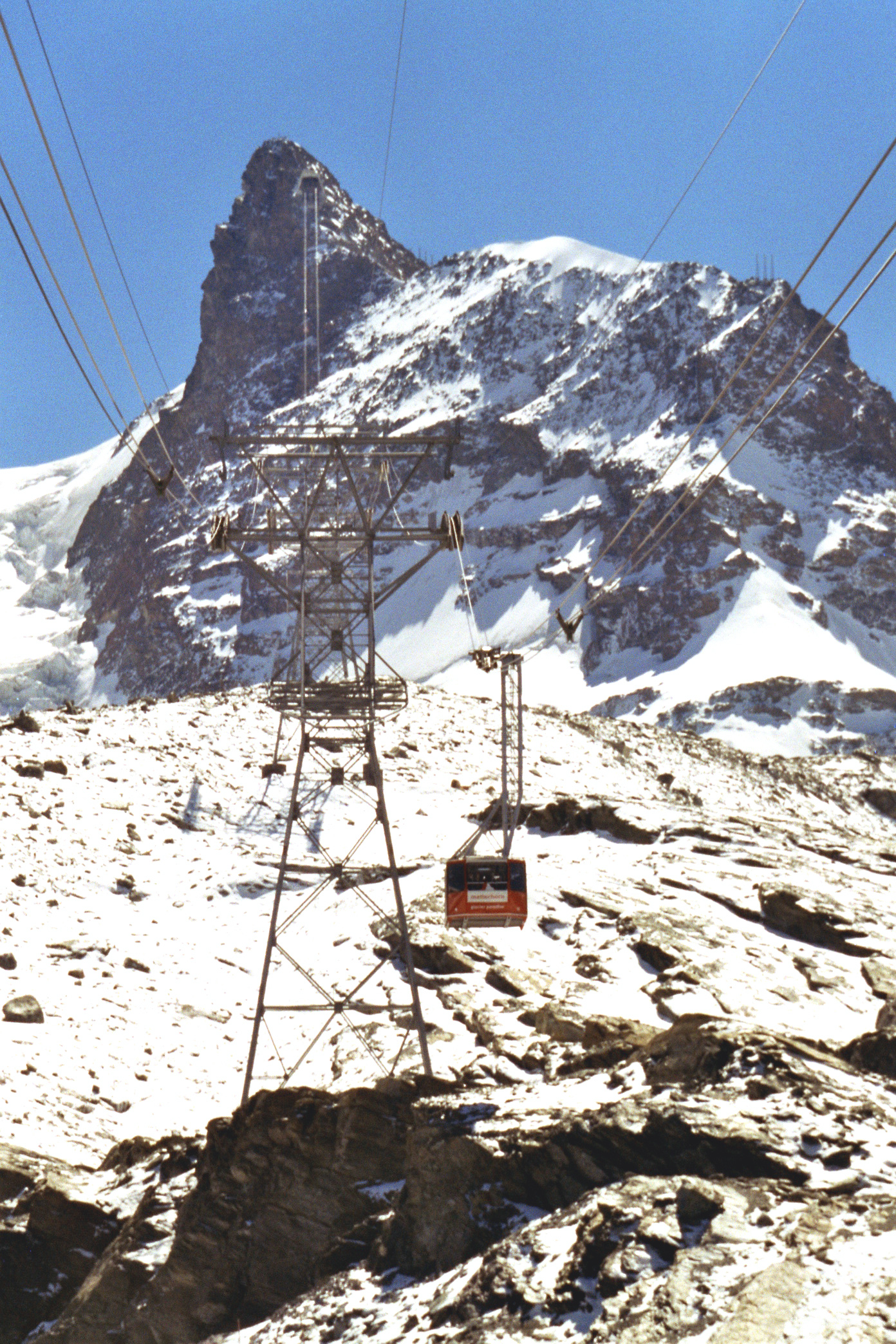
Luftseilbahn auf das Kleine Matterhorn.

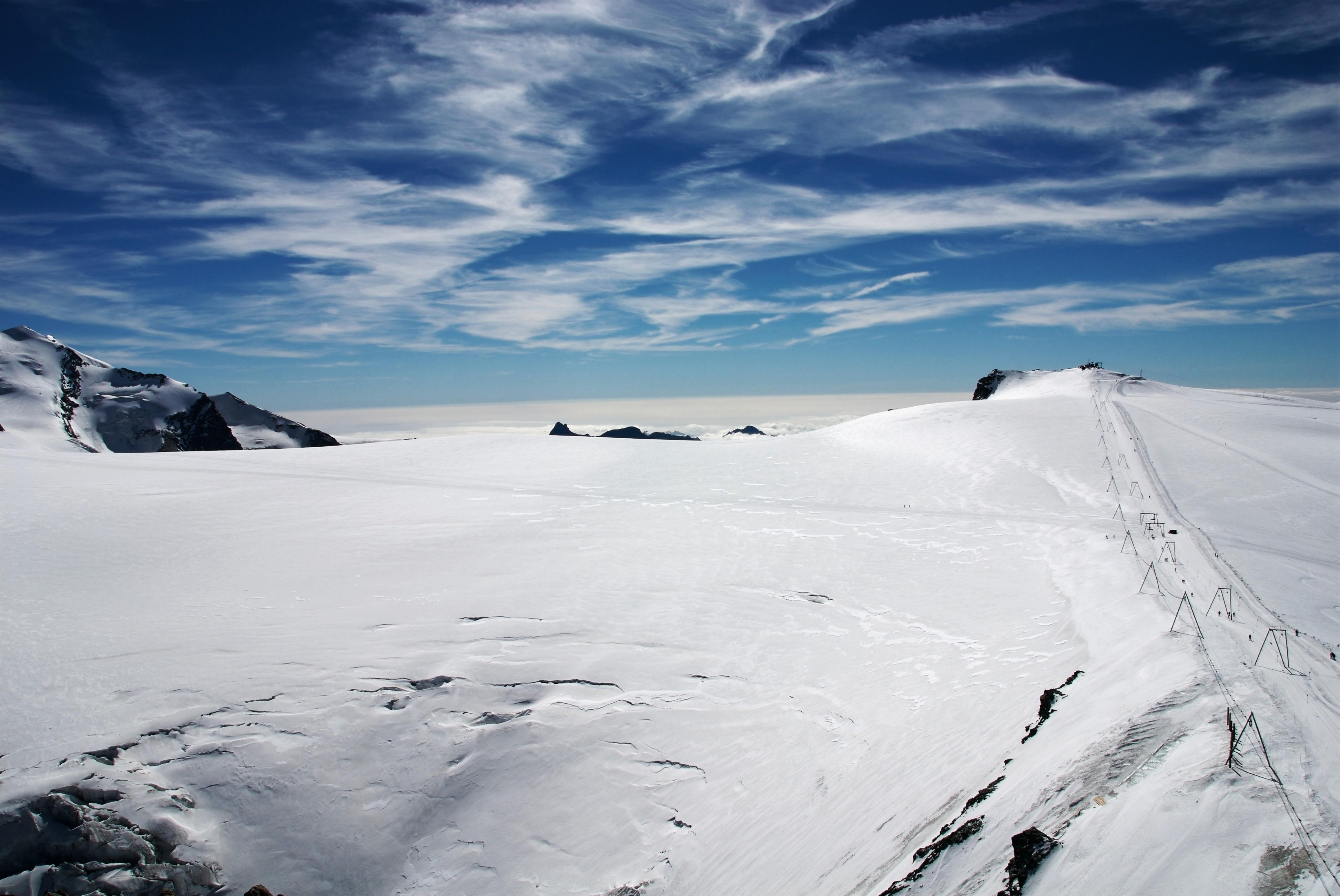
Gobba di Rollin.

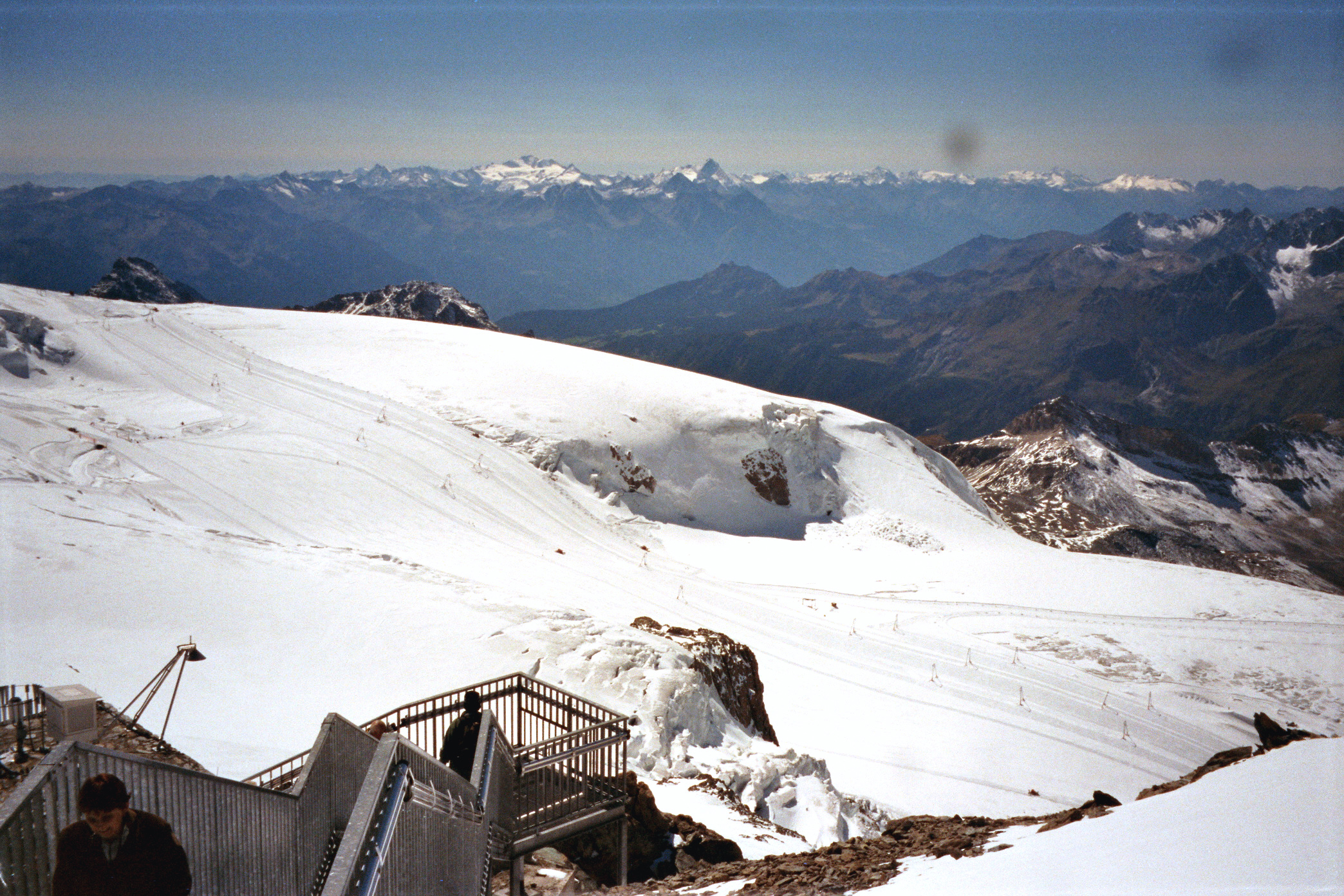
Blick von der Aussichtsplattform Klein Matterhorn auf das Plateau Rosa.

- 1898: Eröffnung der Gornergratbahn (nur Sommerbetrieb)
- 1928: Die Gornergratbahn fährt erstmals auch im Winter
- 1942: Bau des ersten Skiliftes von Zermatt nach Sunnegga
- 1947: Bau der Sesselbahn Zermatt–Sunnegga
- 1955: Gründung der LZS (Luftseilbahn Zermatt–Schwarzsee)
- 1955/56: Bau der Luftseilbahn Zermatt–Furi–Schwarzsee
- 1958–1958: Bau der Luftseilbahn Gornergrat–Hohtälli–Stockhorn
- 1962: Bau der Luftseilbahn Furgg–Schwarzsee
- 1963: Bau des Skiliftes Hörnli
- 1963–1965: Bau der Luftseilbahn Zermatt–Furi–Furgg–Trockener Steg
- 1964: Gründung der Rothornbahn AG
- 1967: Bau der Gondelbahn Sunnegga–Blauherd und der Luftseilbahn Blauherd–Rothorn
- 1971: Bau der Gondelbahn Gant–Blauherd
- 1973: 17. Dezember. Definitive Bewilligung der Luftseilbahn auf das Kleine Matterhorn
- 1979: Eröffnung der Luftseilbahn auf das Kleine Matterhorn
- 1980: Eröffnung der ersten unterirdischen Standseilbahn der Schweiz Zermatt–Sunnegga (Sunneggatunnel)
- 1982: Bau der Sechser-Gondelbahn Zermatt–Furi und der Luftseilbahn Furi–Trockener Steg
- 1984: Als Folge eine Grossbrandes bei der Bergstation Neubau des Skiliftes Triftji nach Rote Nase
- 1986: Eröffnung der Luftseilbahn Hohtälli–Rote Nase
- 1989: Ersatz der Skilifte Sunnegga–Blauherd und Patrullarve–Blauherd durch eine Vierersesselbahn
- 1990: Bau Sessellift Furgg–Sandiger Boden–Theodulgletscher
- 1991: Eröffnung der Gruppen-Gondelbahn Furgg–Schwarzsee als Ersatz der alten Luftseilbahn
- 1996: Eröffnung der neuen Pendelbahn Blauherd–Rothorn als Ersatz der alten Luftseilbahn
- 1998: Eröffnung der Seilbahn Gant–Hohtälli
- 2002: Fusion Sunnegga-Express AG, Rothornbahn AG und Matterhornbahnen AG zur Zermatt Bergbahnen AG, der grössten Bergbahnunternehmung der Schweiz[35]
- 2002: Eröffnung der Achter-Gondelbahn Matterhorn-Express Zermatt–Furi–Schwarzsee
- 2002: Eröffnung des Sessellifts Gifthittli
- 2003: Eröffnung des neuen Sessellifts Furggsattel. Die Furggsattel-Gletscherbahn ist die erste Sesselbahn, welche auf einem Schweizer Gletscher gebaut wurde. Sie ist die längste Gletschersesselbahn Europas. Die Bergstation stand beim Bau auf italienischem Boden; da als Grenze die höchste Linie des Grats definiert ist, der gratbildende Gletscher inzwischen jedoch weggeschmolzen ist und die Felskante nun die höchste Linie bildet, steht auch die Bergstation (und somit die ganze Bahn) inzwischen in der Schweiz.
- 2005: Eröffnung der Kombibahn (Gondel- und Sesselbahn) zwischen Sunnegga und Blauherd
- 2006: Eröffnung der Gondelbahn Riffelberg Express zwischen Furi und Riffelberg
- 2007: Eröffnung des Sessellifts Sunnegga–Findeln–Breitboden
- 2008: Rückbau der Luftseilbahn Gornergrat–Hohtälli–Stockhorn. An ihrer Stelle wurde eine Verbindungspiste vom Hohtälli nach Gifthittli gebaut. Um das Stockhorn neu zu erschliessen, wurde ein neuer Skilift erstellt.
- 2008: Bau eines vollautomatischen Crossliners von Sunnegga zum Anfängerpark am Leisee
- 2009: Bau der Verlängerung des Matterhorn-Express von Schwarzsee via Furgg auf Trockener Steg. Diese Bahn ersetzt die alte Gondelbahn von 1965 von Furgg nach Trockener Steg sowie die Gruppen-Gondelbahn Furgg–Schwarzsee. Mit der neuen Bahn ist der Trockene Steg in 25 Minuten ohne Umsteigen zu erreichen
- 2010: Rückbau der oberen Sektion des Theodul-Express (Sandiger Boden–Theodulgletscher). Als Ersatz dient die Verlängerung des Matterhorn-Express, welche 2009 realisiert wurde.
- 2013: Erneuerung der Standseilbahn Zermatt-Sunnegga[36]
- 2015: 6er-Sesselbahn Joscht–Hirli als Ersatz für den Skilift Hörnli
- 2016: 6er-Sesselbahn Gant–Blauherd als Ersatz für die 4er-Gondelbahn
- 2016: Baubeginn der 3S-Bahn Klein Matterhorn als Ergänzung zur Pendelbahn
- 2018: Eröffnung der neuen 3S-Bahn-Umlaufbahn aufs Klein Matterhorn. Sie verbindet die Station Trockener Steg auf 2939 Metern Höhe mit dem Matterhorn glacier paradise auf 3821 Metern Höhe
- 2020: Bau und Inbetriebnahme der autonomen Zehner-Gondelbahn Kumme. Sie verbindet Tufternkehr über die Mittelstation Wyss Gufer mit dem Rothorn
- 2023: Fertigstellung der 3S-Bahn zwischen der Bergstation Kleines Matterhorn und der Testa Grigia[37]
- 2023: Eröffnung der neuen Pendelbahn Zermatt-Furi und Neubau der Talstation Zermatt - Matterhorn glacier paradise
- 2025: 8er-Sesselbahn Gifthitli als Ersatz für den 6er-Sessellift

### Autofreies Zermatt

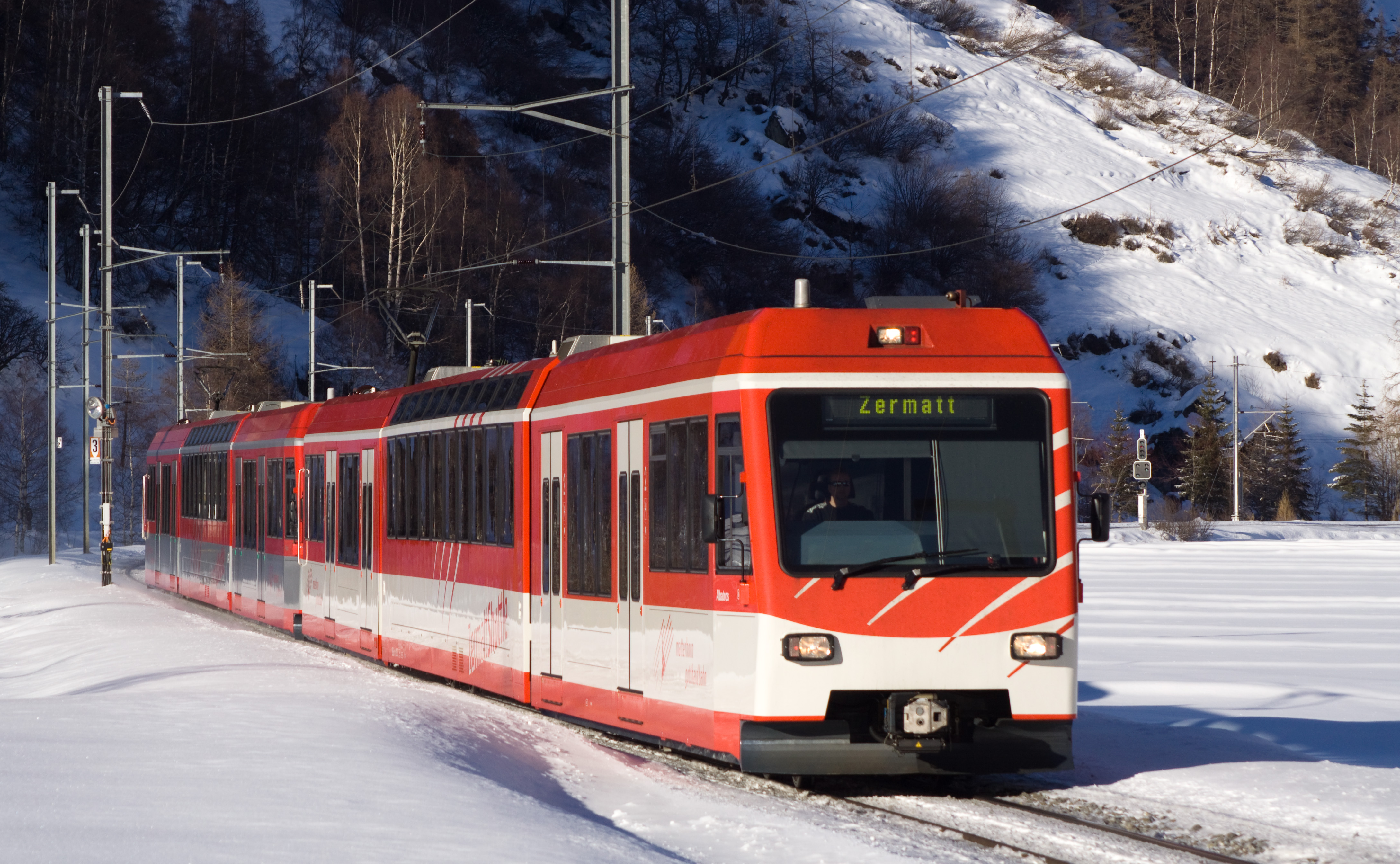
Shuttle-Zug

Die Strassen von Zermatt sind seit 1931 für den privaten Autoverkehr gesperrt. Das bestehende Fahrverbot wurde durch die Stimmberechtigten von Zermatt in den Jahren 1972 und 1986 bestätigt. Die 5 km lange Strasse zwischen Täsch und Zermatt darf nur mit einer Spezialbewilligung befahren werden, die an Einheimische, Gäste mit einer Zweitwohnung, Taxis, Versorgungs- und Rettungsfahrzeuge vergeben wird. Handlungen gegen das bestehende Verkehrsreglement sowie gegen rechtskräftige Verfügungen des Gemeinderates werden durch den Gemeinderat mit einer Busse bis zu 5'000 CHF bestraft, sofern die kantonale oder eidgenössische Gesetzgebung nicht eine höhere Busse vorsieht. Die Befahrung mit Velos ist erlaubt.
Die Verkehrskapazität der Strasse ist inzwischen überschritten. Am 6. März 2005 stimmten die Stimmbürger von Zermatt einem Ausbau der Strassenverbindung zu. Seitdem prüfen die Gemeinde Zermatt und der Kanton Wallis die Sanierung und den Ausbau der Strasse. Mit dem Ausbau der Strasse wurde bisher noch nicht begonnen. Die Feriengäste müssen für die Dauer des Aufenthaltes ihre Wagen im grossen Parkhaus in Täsch abstellen, das über 2000 kostenpflichtige Parkplätze aufweist. Ausserdem werden rund 900 Parkplätze von Privatunternehmen angeboten, die einen 24-Stunden-Taxidienst nach Zermatt anbieten. Im Matterhorn-Terminal ist eine Umsteigeplattform auf die Matterhorn-Gotthard-Bahn integriert. Pendelzüge mit Niederflurwagen, die auch mit Gepäckkulis befahren werden können, verkehren im 20-Minuten-Takt nach Zermatt. In den Nächten zwischen Freitag und Sonntag verkehren die Züge im Stundentakt durchgehend.

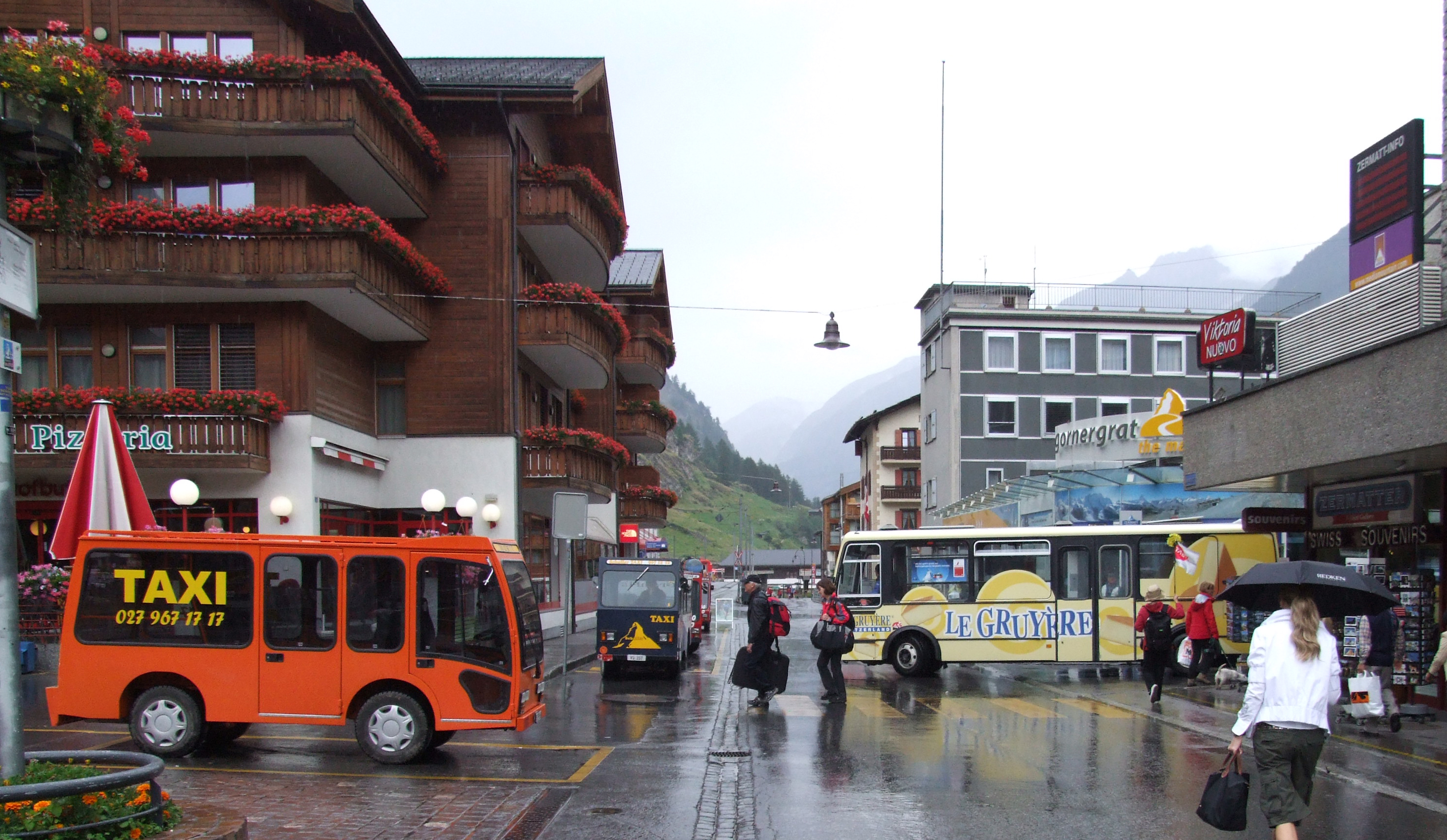
Elektrotaxi und Elektrobus am Bahnhof von Zermatt

Für den Transport der Skifahrer stehen in Zermatt seit Januar 1988 Elektrobusse in Betrieb. Diese bedienen auf einem Rundkurs von circa 4,5 km Länge sämtliche Talstationen der Zermatter Bergbahnen. Im Dezember 1991 wurde für die Erschliessung des Aussenquartiers Winkelmatten zusätzlich ein Klein-Elektrobus in Betrieb genommen. Das Passagieraufkommen zu den Spitzenzeiten im Winter ist gross. Je nach Bustyp finden 27, 50 oder 80 Passagiere Platz. Die Busdienstleistungen sind im Skiabonnement enthalten. Die Maximalgeschwindigkeit beträgt, wie für alle Fahrzeuge in Zermatt, 20 km/h.
Während Privatfahrzeuge mit Verbrennungsmotoren in Zermatt verboten sind, sind Elektroautos für gewerbliche Nutzung zugelassen, dürfen aber wie die Busse nur mit einer maximalen Geschwindigkeit von 20 km/h fahren. Von diesen mit Ausnahme der Elektrobusse kleinen und schmalen Elektroautos sind viele unterwegs als Transportfahrzeuge der Handwerker, als Lieferfahrzeuge der Supermärkte, Geschäfte, Gaststätten und Hotels sowie als Taxis oder Hotelzubringer, um Gäste und deren Gepäck vom Bahnhof abzuholen. Seit 1947 ist die Zahl der bewilligten Elektrofahrzeuge auf rund 500 angewachsen. In Verbindung mit dem vorhandenen Strassensystem führt die Fahrzeugnutzung inzwischen (Stand 2012) zu Verkehrsproblemen, denen durch Verkehrsberuhigungsmassnahmen begegnet werden soll. Zudem gibt es Kutschbetriebe.

### Luftverkehr
Zermatt ist der Sitz der Air Zermatt AG, eines 1968 gegründeten schweizerischen Helikopterunternehmens.

## Politik
Gemeindepolitik:
In Zermatt wird der siebenköpfige Gemeinderat, die Exekutive, alle vier Jahre gewählt. Die nächsten Wahlen finden im Herbst 2028 statt.
Gemeindepräsidentin ist seit Januar 2017 Romy Biner Hauser (CVP).
Aus der Gemeinderatswahl vom 13. Oktober 2024 ergab sich die folgende Sitzverteilung für die Legislaturperiode 2025–2028:
- CVP 4 Sitze (Wahlen vom Oktober 2020: 3 Sitze)
- CSP 2 (2)
- Bündnis für Zermatt / FDP 1 (2)

Wirtschaftspolitik:
Die über Jahrhunderte ausgestaltete, weitläufige Kulturlandschaft umfasst mehrere Alpgebiete. Um die traditionelle Landwirtschaft mit der allgemeinen Raumentwicklung in Einklang zu bringen, führten die Gemeinden des Mattertals Studienprojekte durch.

## Städtepartnerschaften
- Alfano, Italien
- Lijiang, China
- Myōkō, Japan
- Sexten, Südtirol, Italien
- Snowbird (Utah), Vereinigte Staaten
- Castro Daire, Portugal

## Sehenswürdigkeiten

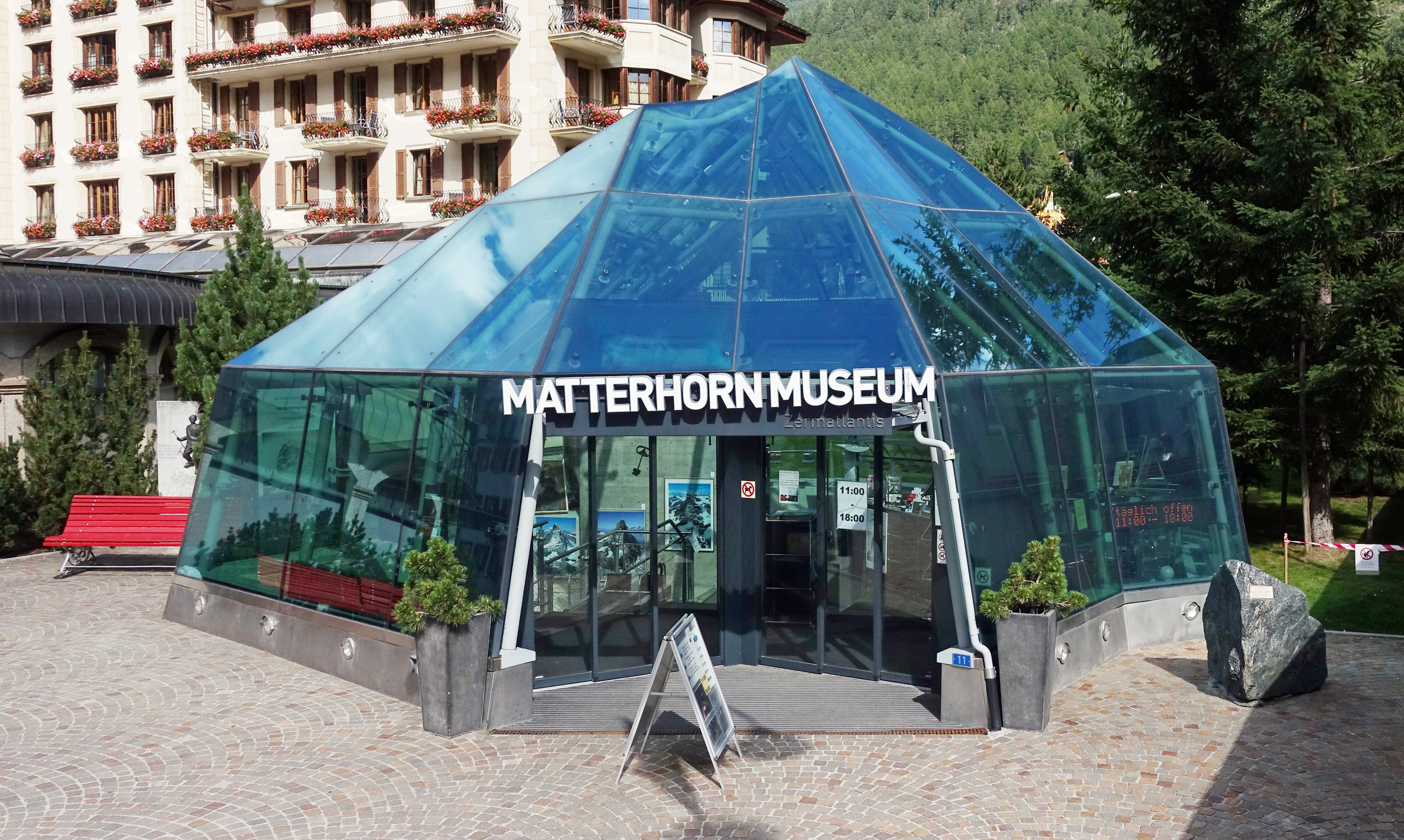
Matterhorn Museum in Zermatt

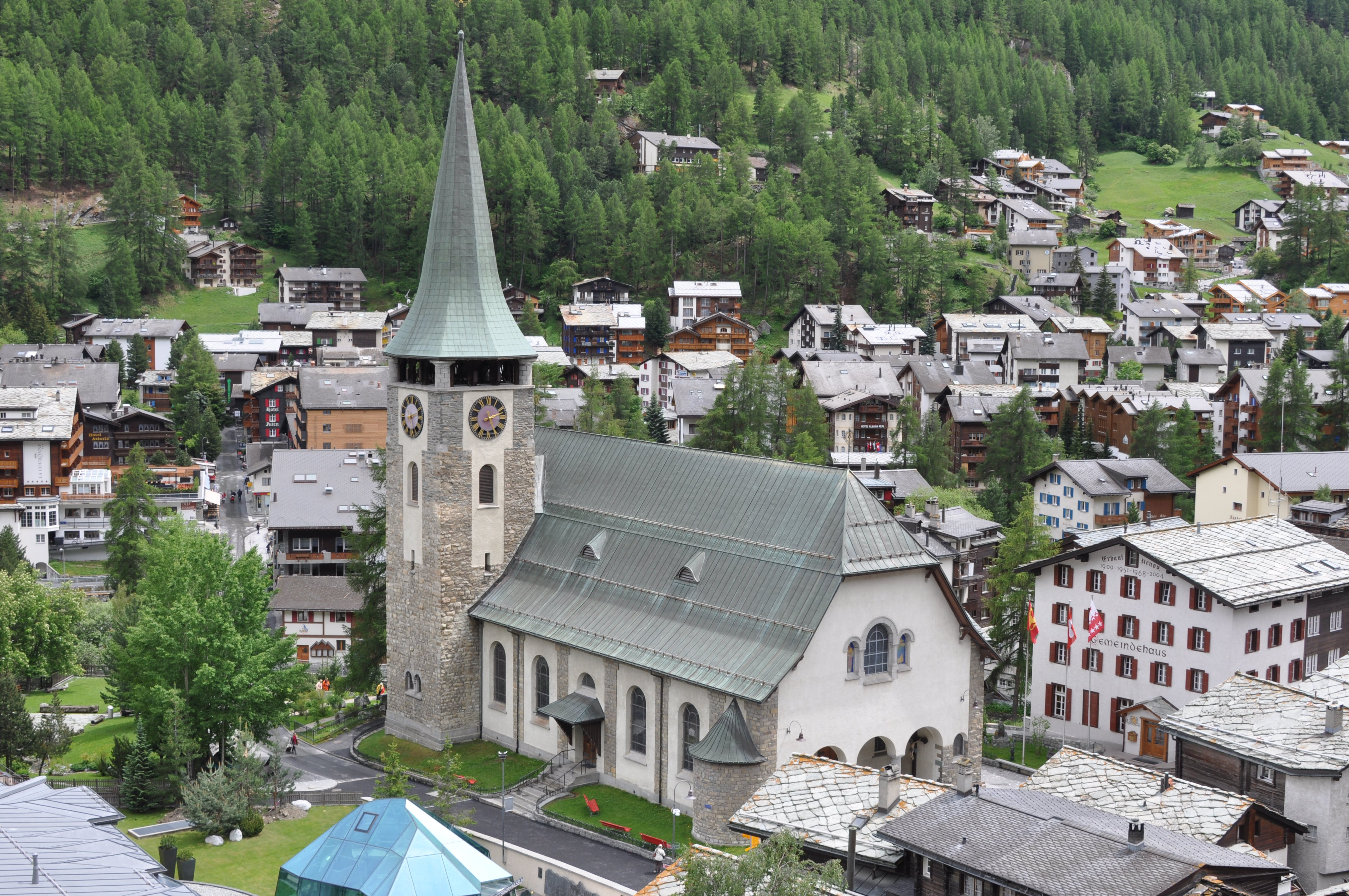
Katholische Pfarrkirche St. Mauritius

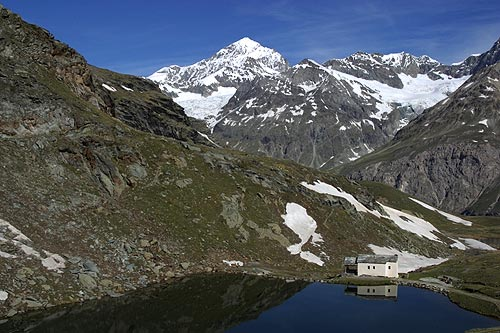
Kapelle Maria zum Schnee mit dem Schwarzsee

- 2006 wurde sirekt neben dem Kirchplatz eine markante Glaskuppel errichtet. Darunter liegt das Matterhorn Museum mit einem nachgebauten Dorf und einer archäologischen Ausgrabungsstätte.
- Murmeltierbrunnen: Der 1906 errichtete Brunnen im Zentrum des Ortes ist ein Wahrzeichen von Zermatt.

### Kirchen und Kapellen
Die Einwohner von Zermatt sind mehrheitlich römisch-katholischer Konfession. Bei der dezentralen Siedlungsstruktur entstanden neben der Pfarrkirche im Lauf der Zeit mehrere Kapellen im Gemeindegebiet:
- 1575: alte Pfarrkirche mit Kaplaneihaus (heiliger Mauritius); 1910–1913 Neubau der Pfarrkirche[44]
- 1607: Kapelle Winkelmatten (Heilige Familie)
- 1640: Kapelle Blatten (Maria, Königin des Rosenkranzes)
- 1691: Kapelle Findeln (heiliger Jakobus)
- 1693: Kapelle Ried/Howeten (heilige Luzia)
- 1747: Gebetshaus Furri (Schmerzensmutter Maria)
- 1784: Kapelle Schwarzsee (Maria zum Schnee)
- 1797: Kapelle Zmutt (heilige Katharina)
- 1870: Englische Kirche (St. Peter) vorwiegend für Touristen[45]
- 1880: Kapelle Riffelalp (dem heiligsten Herzen Jesu)
- 1902: Gebetshaus Trift (heilige Gottesmutter)
- 1950: Kapelle Gornergrat (heiliger Bernhard von Aosta)
- 1950: Anlage des Kreuzweg Schibuwaldje
- 1961: Kapelle Riffelberg (heiliger Bruder Klaus)
- 1964: Kapelle Zum See (heilige Barbara)

### Besonderheiten Bergbahnen
- Rundmast der Pendelbahn Zermatt-Furi
- Spezieller Kreuzungsmast der 130-kV-Freileitungsunterquerung der Luftseilbahn Zermatt–Furi
- Höchste Seilbahnstütze der Schweiz (Seilbahn Gant–Hohtälli, Höhe: 94 Meter)
- Der Schlepplift Gandegg ist mit einer Länge von 2899 Metern der längste Schlepplift der Welt.

### Berg- und Schutzhütten
Der SAC und andere Trägerschaften führen verschiedene Berghütten und Unterkünfte auf den Anhöhen rund um Zermatt:

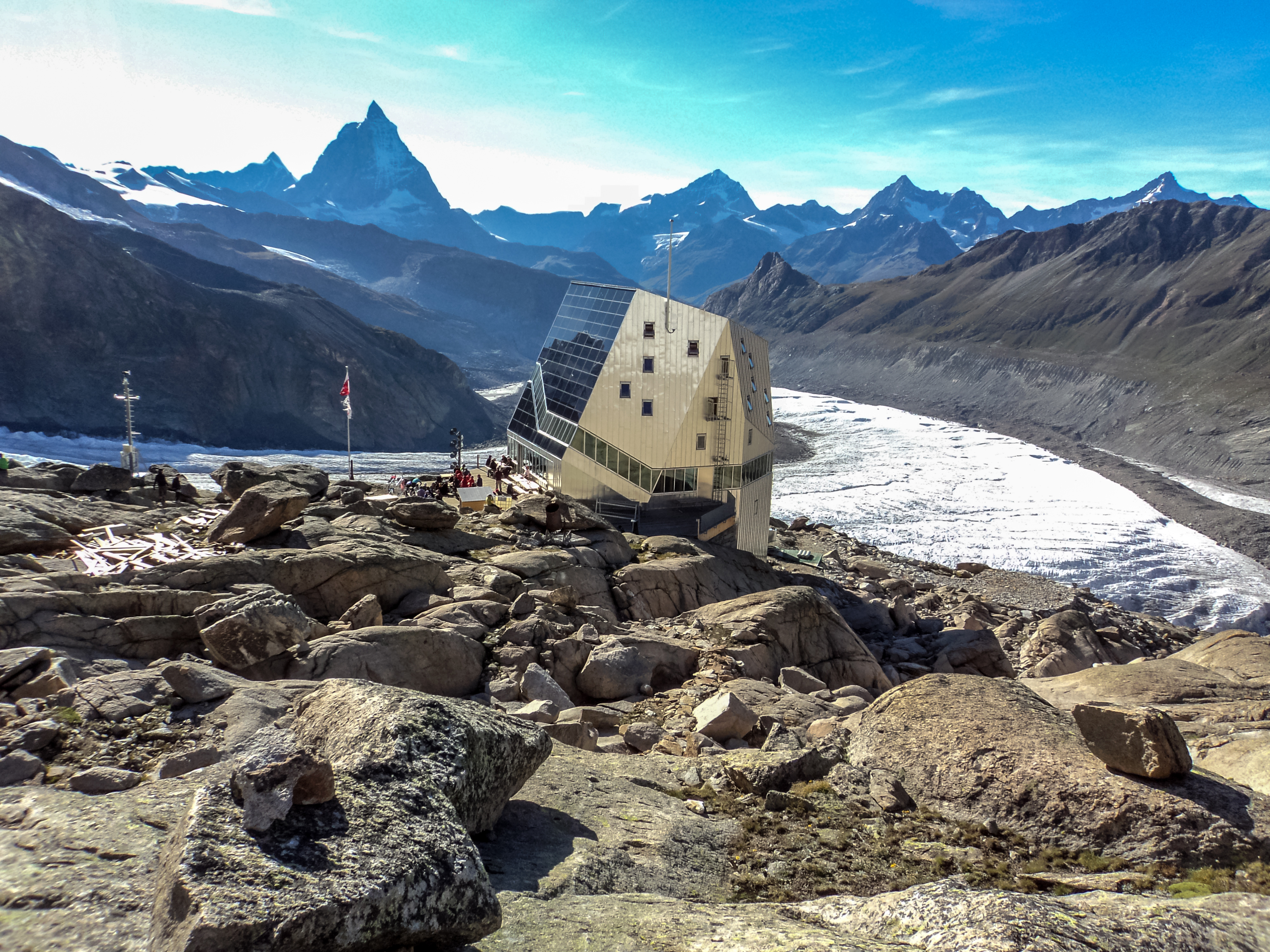
Neue Monte-Rosa-Hütte

- Gandegghütte, 3030 m
- Rothornhütte, 3198 m
- Hörnli (Zermatt), 3279 m[46]
- Hörnlihütte, 3260 m[47]
- Arbenbiwack, 3225 m
- Monte-Rosa-Hütte, 2883 m
- Schönbielhütte, 2694 m
- Solvayhütte, 4003 m
- Berggasthaus Trift, 2337 m
- Berghaus Fluhalp
- Pension Edelweiss, Alterhaupt

### Grösstes Schneeiglu der Welt

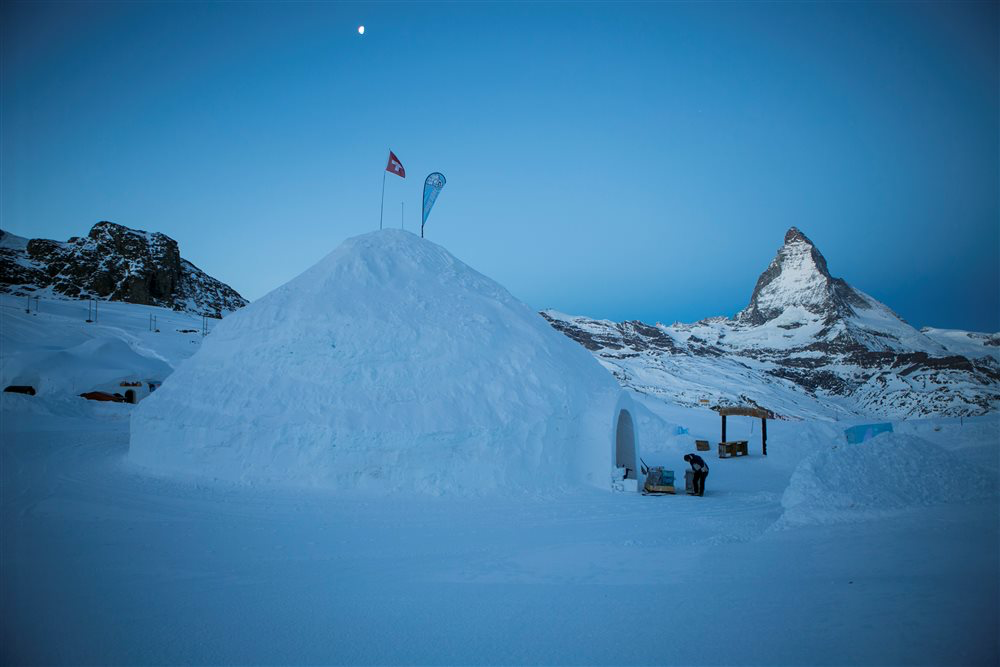
Weltrekord Iglu 2016 in Zermatt

In Zermatt entstand im Winter 2016 das weltweit grösste Schneeiglu als Teil des «Iglu-Dorfes Zermatt». In rund 2000 Stunden baute ein 14-köpfiges Team auf dem Gornergrat an der Station Rotenboden oberhalb von Zermatt mit 1400 Schneeblöcken das Iglu und sicherte sich damit am 20. Januar 2016 den Eintrag ins Guinness-Buch der Rekorde. Das Iglu, das zum 20-jährigen Bestehen der Iglu-Dörfer in der Schweiz gebaut wurde, hatte einen Durchmesser von 12,9 Metern und eine Innenhöhe von 9,92 Metern. In der Anlage gab es neben Schlaf-Iglus auch eine Bar, ein Restaurant und einen Wellnessbereich.

## Regelmässige Veranstaltungen
- Das Zermatt Festival findet seit September 2005 statt und nimmt die Tradition der Zermatter Sommerkonzerte und Meisterkurse aus den 1950er und 1960er Jahren wieder auf. Zu den Veranstaltungsorten zählt unter anderem die Riffelalp Kapelle auf 2222 m ü. M. Gäste waren unter anderem die Berliner Philharmoniker.
- Beim Musikfestival Zermatt Unplugged verwenden die Künstler ausschliesslich akustische Instrumente. Es hat erstmals 2007 stattgefunden und ist das einzige Festival dieser Art in Europa.
- Das Folklore-Festival findet seit 1970 am zweiten Augustwochenende statt. Der Umzug umfasst um die 30 Gruppen.[50]

## Persönlichkeiten
- Martin Anthamatten (* 1984), Skibergsteiger

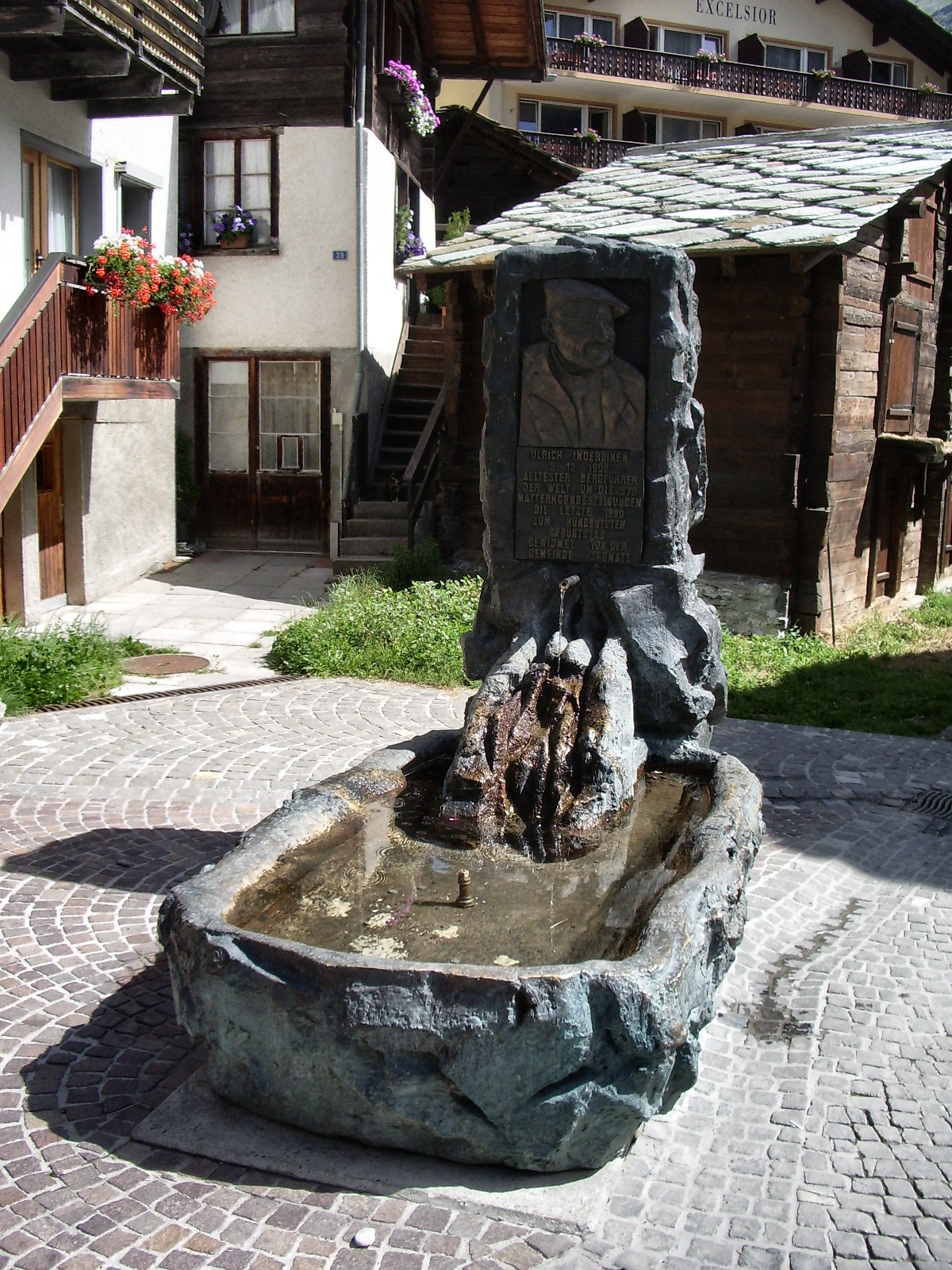
Zermatt: Ulrich-Inderbinen-Brunnen

- Alfred Aufdenblatten (1897–1975), Skilangläufer, Olympiasieger Patrouillen-Lauf 1924 Chamonix
- Fränzi Aufdenblatten (* 1981), Skirennläuferin
- Franziska Biner (* 1986), Architektin und Staatsrätin
- Jürg Biner (* 1964), Freestyle-Skier
- Arnold Blatter (1653–1737), Walliser Landeshauptmann, Vater des Fürstbischofs Johann Josef Blatter
- Karl Burgener (1918–1994), bedeutender Förderer des 20. Jahrhunderts des Kirchengesanges des Oberwallis
- Joseph Anton Clemenz (1810–1872), Hotelier und Pionier des Tourismus in Zermatt
- Curling-Europameister 1983: Amedée Biner, Walter Bielser, Alex Aufdenblatten, Alfred Paci, Zermatt Curling Club
- Otto Furrer (1903–1951), Mitbegründer des Wintersportortes Zermatt und erfolgreicher Wintersportler der 1920er und 1930er Jahre
- Ulrich Inderbinen (1900–2004), Bergführer. Bestieg insgesamt 371 Mal und mit 90 Jahren das letzte Mal das Matterhorn
- Bruno Jelk (* 1943 in Plaffeien), von 1980 bis 2014 Chef der Bergrettung, hat unter anderem das Dreibein für die Bergung aus Gletscherspalten entwickelt[51]
- Alphonse Julen (1899–1988), Skilangläufer
- Heinz Julen (* 1964), Künstler
- Mario Julen (* 1963), Bergführer, der als erster Europäer die Everesttraversierung bewältigte[52]
- Martin Julen (* 1928), Skirennfahrer
- Max Julen (* 1961), Olympiasieger Riesenslalom
- Simon Julen (1897–1951), Skilangläufer
- Daniel Lauber (* 1937), Alt-Ständerat (1983–1991) und Alt-Gemeindepräsident (1976–1990)
- Josef Marie Lochmatter (1833–1882), Bergführer und Pionier des Tourismus in Zermatt
- Bernhard Perren (1928–1960), Skirennfahrer und Bergführer
- Diego Perren (* 1965), Curling-Olympiasieger in Nagano 1998
- Gottlieb Perren (1926–2014), Skisportler und Bergführer
- Stephan Perren (1932–2019), Chirurg
- Walter Perren (1914–1967), Bergführer, Pionier der Bergrettung in den kanadischen Rocky Mountains, geehrt durch den Mount Perren im Banff-Nationalpark
- Alexander Seiler (1819–1891), Hotelpionier und Pionier des Tourismus in Zermatt
- Hannes Taugwalder (1910–2007), Schriftsteller, Aarauer Kommunalpolitiker und Unternehmer
- Peter Taugwalder (1820–1888), Erstbesteiger des Matterhorns
- Pater Henry Volken SJ (1925–2000), Präsident des Komitees für Entwicklungshilfe der Nichtregierungsorganisation bei den Vereinten Nationen
- Johannes Zumtaugwald (1826–1900), Erstbesteiger der Dufourspitze
- Elia Zurbriggen (* 1990), Skirennläufer
- Laura Zurbriggen (* 1995), Moderatorin und Model